# Andrew Jackson
Andrew Jackson (Waxhaws, 15 de março de 1767 – Nashville, 8 de junho de 1845) foi um fazendeiro, mercador de escravos, militar e estadista americano que foi o sétimo presidente dos Estados Unidos de 1829 a 1837. Antes de ser eleito para a presidência, ganhou fama como general do Exército dos EUA e ocupou cargos em ambas as casas do Congresso dos EUA. Sua Presidência é lembrada pelo que apresentava como a defesa do "homem comum", em oposição a uma "aristocracia corrupta", pela defesa da unidade nacional e por políticas racistas, especialmente em relação aos povos nativos.
Jackson nasceu nas Carolinas coloniais antes da Guerra Revolucionária Americana. Tornou-se advogado na fronteira e casou-se com Rachel Donelson Robards. Ele representou o Tennessee brevemente na Câmara dos Representantes dos EUA e no Senado dos EUA. Após renunciar, atuou como juiz na Suprema Corte do Tennessee de 1798 a 1804. Jackson comprou uma propriedade mais tarde conhecida como Hermitage, tornando-se um rico fazendeiro que possuía escravizados. Em 1801, foi nomeado coronel da milícia do Tennessee e eleito comandante no ano seguinte. Ele liderou tropas durante a Guerra Creek de 1813-1814, vencendo a Batalha de Horseshoe Bend. O subsequente Tratado de Fort Jackson exigiu que a população indígena Creek entregasse vastas extensões dos atuais Alabama e Geórgia. Na guerra concomintante contra os britânicos, a vitória de Jackson na Batalha de Nova Orleans em 1815 fez dele um herói nacional. Mais tarde, comandou as forças dos EUA na Primeira Guerra Seminole, que levou à anexação da Flórida, que pertencia à Espanha. Jackson foi o primeiro governador territorial da Flórida por um curto período, antes de retornar ao Senado. Concorreu à presidência em 1824, sendo o candidato mais votado, tanto em votos populares quanto eleitorais, mas sem obter a maioria eleitoral. Em uma eleição contingente, a Câmara dos Representantes elegeu John Quincy Adams com o apoio de Henry Clay. Os apoiadores de Jackson alegaram que fora feita uma “barganha corrupta” entre Adams e Clay e começaram a criar sua própria organização política, que eventualmente se tornaria o Partido Democrata.
Jackson concorreu novamente em 1828, derrotando Adams em uma vitória esmagadora. Ele enfrentou a ameaça de secessão da Carolina do Sul por causa das chamadas Tariff of Abominations (Tarifa das Abominações, em português). Jackson ameaçou usar da força militar para que a tarifa fosse respeitada, mas a crise foi atenuada quando ela foi reduzida. No Congresso, Henry Clay esforçou-se para renovar o mandato do Segundo Banco dos Estados Unidos. Jackson, que via o Banco como corrupto, vetou a renovação. Após uma longa disputa, ele e seus aliados desmantelaram a instituição. Em 1835, Jackson tornou-se o único presidente a pagar a dívida nacional. Sua presidência marca o início do sistema de patronagem na política americana. Em 1830, ele assinou o Indian Removal Act (Lei de Remoção dos Índios, em português), que deslocou forçosamente a maior parte dos nativos americanos do Sul para terras indígenas. O processo de realocação empobreceu os indígenas e resultou em milhares de mortes. Jackson se opôs aos movimentos abolicionistas que ganharam força em seu segundo mandato. Em política externa, sua administração assinou um tratado de nação mais favorecida com a Grã-Bretanha, negociou o pagamento de indenizações à França pelas Guerras Napoleônicas e reconheceu a República do Texas. Em janeiro de 1835, Jackson sobreviveu à primeira tentativa de assassinato de um presidente em exercício.
Em sua aposentadoria, Jackson permaneceu ativo na política. Apoiou as presidências de Martin Van Buren e James K. Polk, bem como a anexação do Texas, que foi concretizada pouco antes de sua morte. O legado de Jackson permanece controverso, e as opiniões sobre ele são frequentemente polarizadas. Os apoiadores caracterizam-no como um defensor da democracia e da constituição, enquanto os críticos veem nele um demagogo que desprezou a lei quando conveniente e apontam para a remoção forçada de índios e seu apoio à escravidão. Estudiosos e historiadores classificam consistentemente a presidência de Jackson como significativamente acima da média, embora sua reputação entre os especialistas tenha diminuído desde o final do século XX.

## Infância e educação
Andrew Jackson nasceu em 15 de março de 1767, na região de Waxhaws, nas Carolinas. Seus pais eram os colonos escoceses-irlandeses Andrew Jackson e Elizabeth Hutchinson, presbiterianos que emigraram de Ulster, Irlanda, em 1765. O pai de Jackson nasceu em Carrickfergus, condado de Antrim, por volta de 1738, e seus ancestrais haviam cruzado para a Irlanda do Norte vindo da Escócia após a Batalha de Boyne em 1690. Jackson tinha dois irmãos mais velhos, que vieram da Irlanda com seus pais, Hugh (nascido em 1763) e Robert (nascido em 1764).
Não se sabe o local exato do nascimento exato de Jackson. Seu pai morreu aos 29 anos em um acidente madeireiro enquanto limpava terras em fevereiro de 1767, três semanas antes do nascimento de Andrew. Depois disso, Elizabeth e seus três filhos foram morar com sua irmã e cunhado, Jane e James Crawford. Jackson afirmou, mais tarde, que nasceu na plantação de Crawford, que fica no condado de Lancaster, Carolina do Sul, mas evidências de segunda mão sugerem que ele possa ter nascido na casa de outro tio, na Carolina do Norte.
Quando Jackson era jovem, Elizabeth pensou que ele poderia se tornar ministro e pagou para que ele fosse educado por um clérigo local. Ele aprendeu a ler, escrever e trabalhar com números e foi exposto ao grego e ao latim, mas era muito obstinado e temperamental para o ministério.

## Serviço na guerra revolucionária

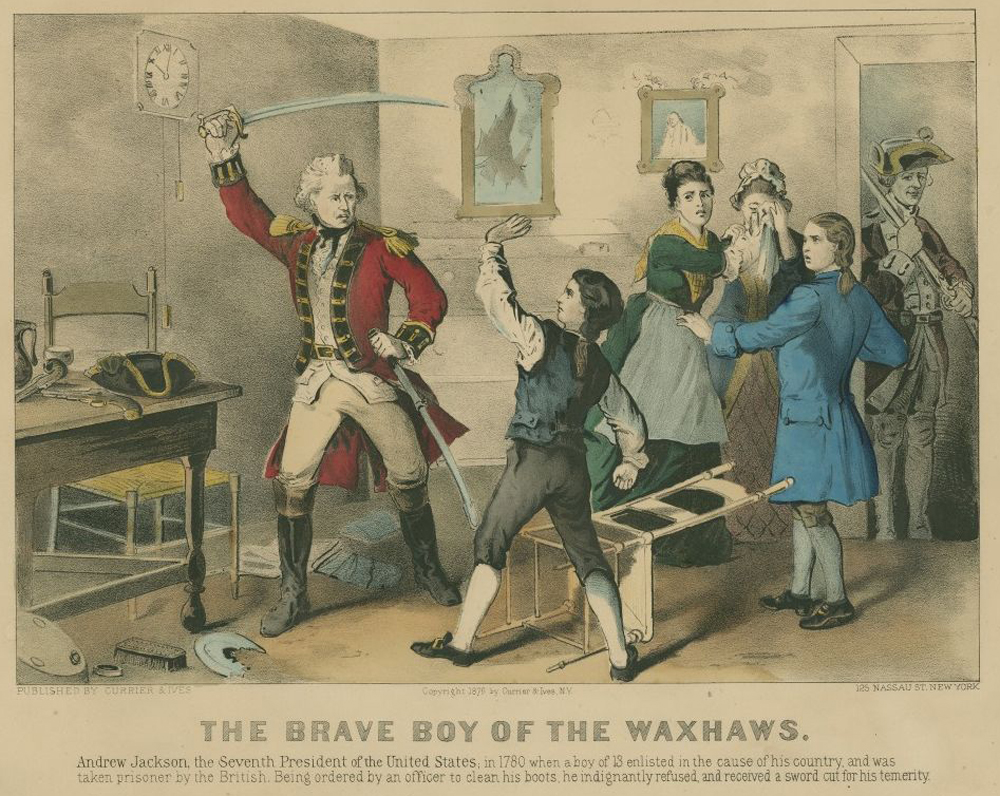
The Brave Boy of the Waxhaws, uma litografia publicada por Currier and Ives apresentando um jovem Jackson se defendendo de um oficial britânico durante a Guerra de Independência Americana

Jackson e seus irmãos mais velhos, Hugh e Robert, prestaram serviço militar contra os britânicos durante a Guerra Revolucionária. Hugh serviu com o coronel William Richardson Davie, e acabou morrendo de exaustão devido ao calor após a Batalha de Stono Ferry em junho de 1779. Depois do Massacre de Waxhas, no dia 29 de maio de 1780, quando o sentimento antibritânico se intensificou, Elizabeth encorajou Andrew e Robert a participarem dos treinamentos da milícia. Eles serviram como mensageiros e batedores, e participaram com Davie na Batalha de Hanging Rock em 6 de agosto de 1780.
Andrew e Robert foram capturados em abril de 1781, quando os britânicos ocuparam a casa de um parente de Crawford. Um oficial britânico exigiu que suas botas fossem engraxadas. Andrew recusou-se, e o oficial cortou-o com uma espada, deixando-o com cicatrizes na mão esquerda e na cabeça. Robert também recusou-se e levou um golpe na cabeça. Os irmãos foram levados para um campo de prisioneiros em Camden, onde passaram fome e contraíram varíola. Ao final da primavera, os irmãos foram entregues à mãe em uma troca de prisioneiros. Robert morreu dois dias depois de chegar em casa, mas Elizabeth conseguiu cuidar de Andrew. Assim que ele se recuperou, Elizabeth ofereceu-se para cuidar de prisioneiros de guerra americanos alojados em navios-prisão britânicos no porto de Charleston. Ela contraiu cólera, morreu logo depois e foi enterrada em uma vala comum. A guerra não apenas tornou Jackson órfão aos 14 anos, mas o levou a desprezar os valores que ele associava à Grã-Bretanha, particularmente a aristocracia e os privilégios políticos.

## Início de carreira

### Carreira jurídica e casamento

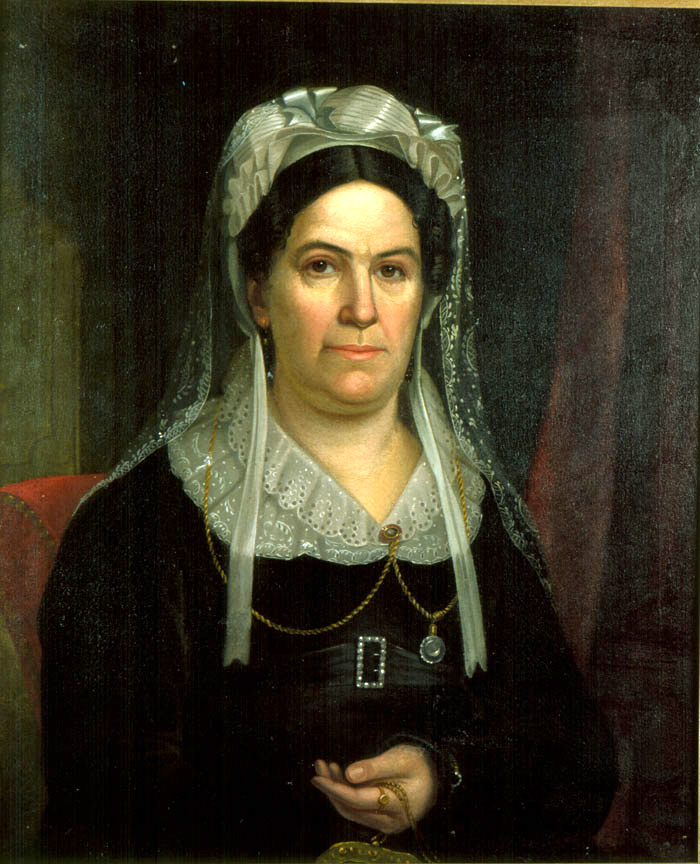
Um retrato de Rachel Jackson de 1823, feito por Ralph Eleaser Whiteside Earl, alojado no The Hermitage em Nashville, Tennessee

Após a Guerra Revolucionária Americana, Jackson trabalhou como seleiro, retornou brevemente à escola e ensinou leitura e escrita para crianças. Em 1784, deixou a região de Waxhaws e foi para Salisbury, Carolina do Norte, onde estudou direito com o advogado Spruce Macay. Ele completou seu treinamento com John Stokes,  e foi aprovado no exame para advogados da Carolina do Norte em setembro de 1787. Pouco tempo depois, seu amigo John McNairy o ajudou a ser nomeado promotor público no Distrito Ocidental da Carolina do Norte, que mais tarde se tornaria o estado do Tennessee. Enquanto viajava para assumir seu novo cargo, Jackson parou em Jonesborough. Enquanto estava lá, comprou sua primeira escrava, uma mulher que tinha mais ou menos a sua idade. Ele também travou seu primeiro duelo, acusando outro advogado, Waightstill Avery, de contestar seu caráter. O duelo terminou com os dois homens atirando para o ar, tendo feito um acordo secreto anteriormente.
Jackson começou sua nova carreira na cidade fronteiriça de Nashville em 1788 e rapidamente melhorou seu status social. Ele tornou-se um protegido de William Blount, um dos homens mais poderosos da região. Jackson foi nomeado procurador-geral em 1791 e juiz defensor da milícia no ano seguinte. Ele também envolveu-se em especulação imobiliária, eventualmente formando uma parceria com seu colega advogado John Overton. A parceria deles tratava principalmente de reivindicações feitas sob uma lei de "apropriação de terras" de 1783, que abria o território Cherokee e Chickasaw aos residentes brancos da Carolina do Norte.
Enquanto hospedava-se na casa de Rachel Stockly Donelson, a viúva de John Donelson, Jackson conheceu a filha dela, Rachel Donelson Robards. Donelson Robards estava em um casamento infeliz com o capitão Lewis Robards, e os dois se separaram em 1789. Após a separação, Jackson e Rachel envolveram-se romanticamente, vivendo juntos como marido e mulher. Robards pediu o divórcio, que foi concedido com base na infidelidade de Rachel. O casal contraiu matrimônio legalmente em janeiro de 1794. Em 1796, eles adquiriram sua primeira plantação, Hunter's Hill, com 260 hectares de terras próximas a Nashville.

### Início da carreira pública
Jackson tornou-se membro do Partido Democrata-Republicano, o partido dominante no Tennessee. Ele foi eleito delegado para a convenção constitucional do Tennessee em 1796. Quando o Tennessee alcançou a condição de Estado naquele ano, Jackson foi eleito para representá-lo na Câmara dos Representantes dos EUA. Nesta posição, aproximou-se da facção mais radical, favorável à França e contrária ao Reino Unido. No Congresso, ele se opôs ao Tratado de Jay, criticou George Washington por supostamente remover os Democratas-Republicanos de cargos públicos, e juntou-se a vários outros congressistas Democratas-Republicanos na votação contra uma resolução de agradecimento a Washington. Ele defendeu o direito dos tennessianos de se oporem militarmente aos interesses dos nativos americanos. A legislatura estadual o elegeu senador em 1797, mas ele, em desgosto com o trabalho e com a administração de John Adams, renunciou após servir apenas seis meses,.
Ao retornar ao Tennessee, Jackson foi eleito juiz do tribunal superior do Tennessee. Em 1802, ele também tornou-se major-general, ou comandante, da milícia do Tennessee, uma posição que foi determinada pelo voto dos oficiais da milícia. A votação ficou empatada entre Jackson e John Sevier, um popular veterano da Guerra Revolucionária e ex-governador, mas o atual governador do estado, Archibald Roane, desempatou em favor de Jackson. Mais tarde, Jackson acusou Sevier de fraude e suborno. Sevier respondeu insultando a honra de Rachel, o que resultou em um tiroteio em uma via pública. Logo depois, eles encontraram-se para duelar, mas partiram sem trocas de tiros.

### Carreira de agricultor e escravidão

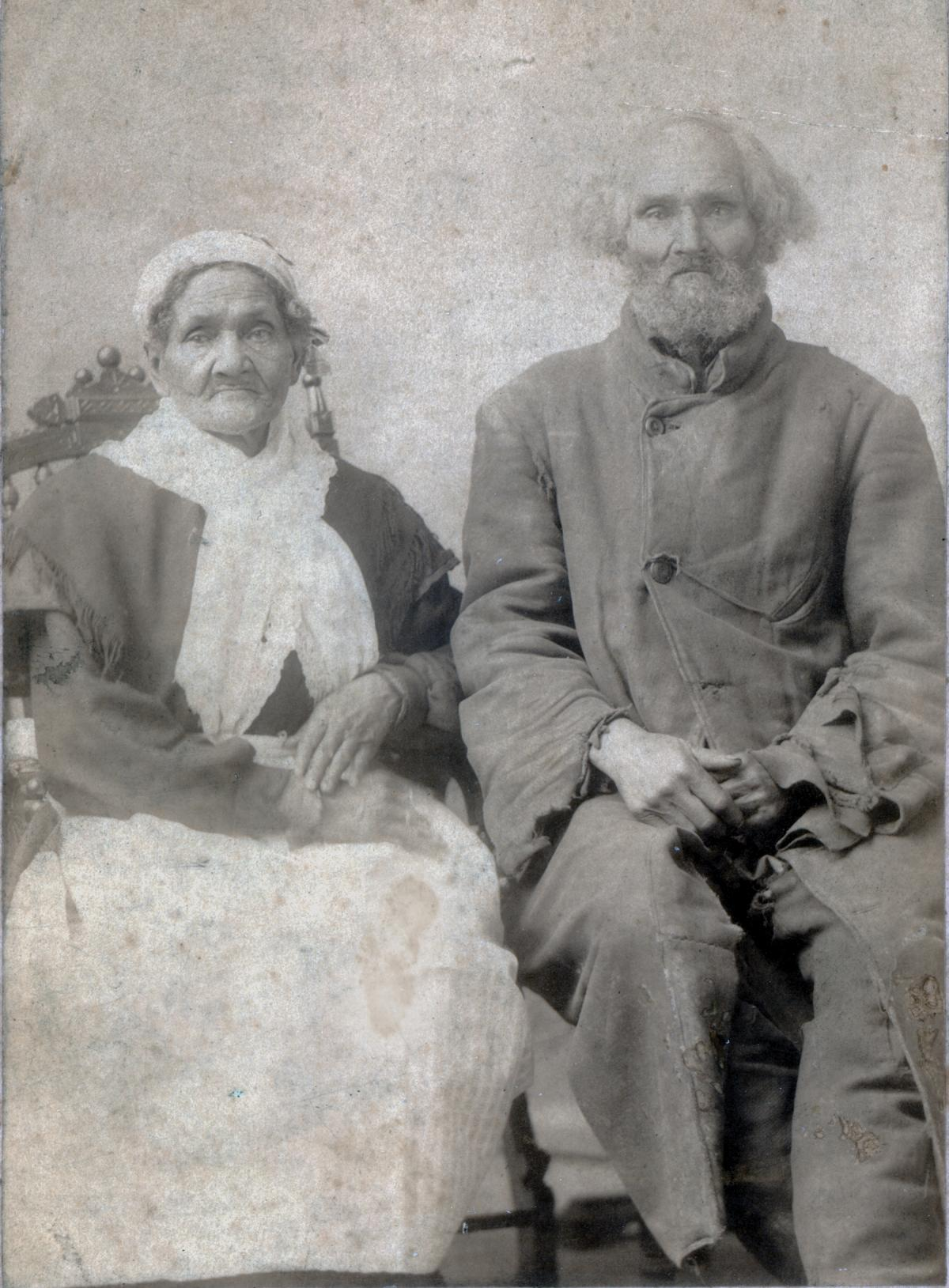
Aaron e Hannah Jackson, dois escravizados de propriedade de Jackson, fotografados por Theodore Schleier em 1865. Durante a Guerra Civil Americana, fugiram do Hermitage.

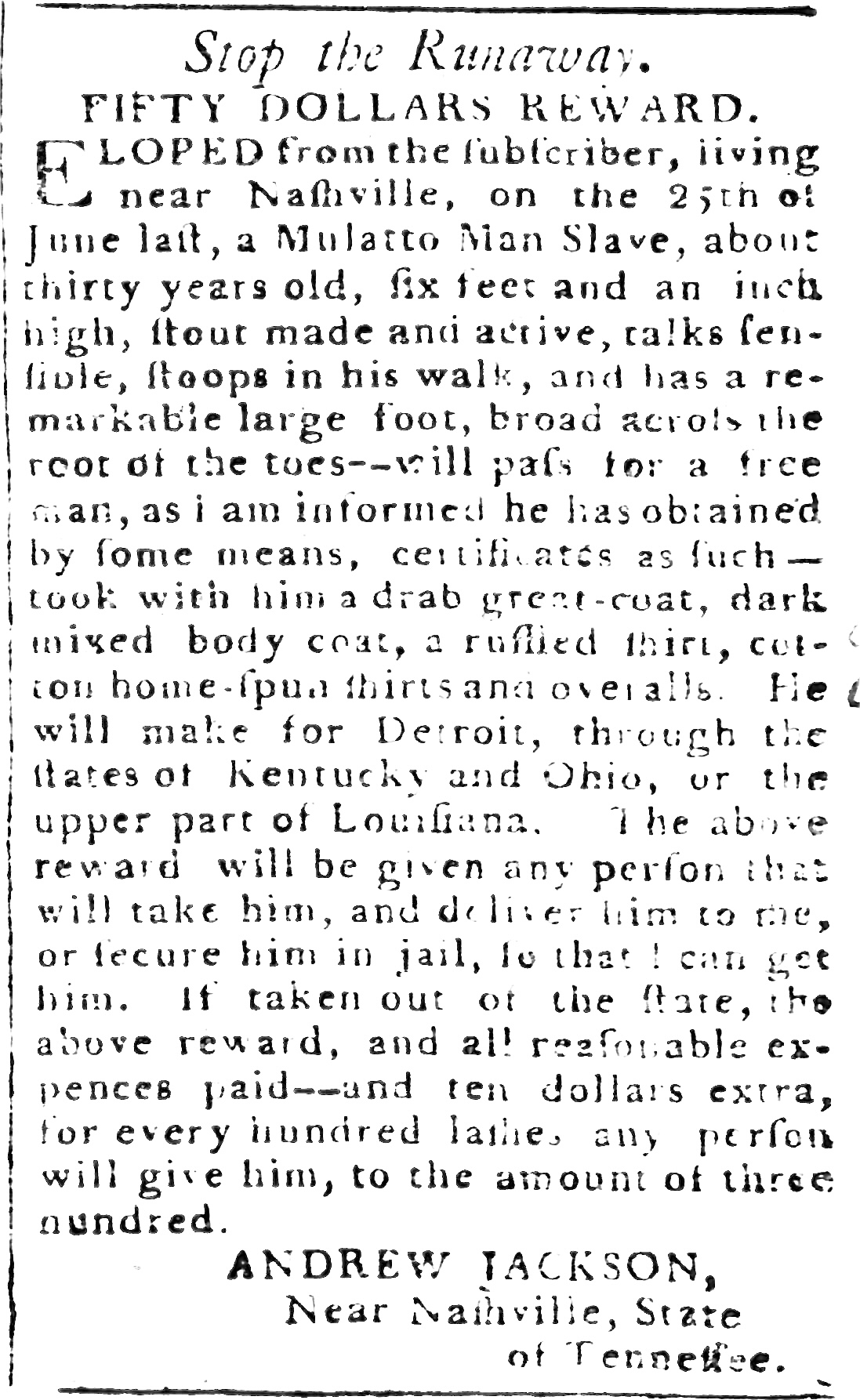
"Parem o Fugitivo. Recompensa de cinquenta dólares." Andrew Jackson ofereceu-se para pagar a mais por mais violência (The Tennessee Gazette, 3 de Outubro de 1804)

Jackson renunciou ao cargo de juiz em 1804. Ele quase faliu quando o crédito que usou para especulação imobiliária entrou em colapso após um pânico financeiro. Ele teve que vender Hunters Hill, bem como 10 mil hectares de terras que ele havia comprado para especular, e comprou uma área menor de 170 hectares perto de Nashville, que ele chamaria de Hermitage. Concentrou-se em recuperar-se de suas perdas, tornando-se um fazendeiro e comerciante de sucesso. O Hermitage cresceria para 400 hectares, tornando-a uma das maiores plantações de algodão do estado.
Como a maioria dos proprietários do Sul dos Estados Unidos, Jackson utilizou trabalho escravo. Em 1804, Jackson tinha nove escravos afro-americanos; em 1820, ele tinha mais de 100; e no momento de sua morte em 1845, ele tinha mais de 150. Considera-se que Hermitage oferecia uma qualidade média de vida melhor do que o que era normal na época para os escravizados. Jackson provia os escravos com armas, facas e equipamentos de pesca para auxiliá-los a obter comida, bem como às vezes os pagava com moedas. Ele eventualmente permitia que os escravizados fossem chicoteados, se considerasse que haviam cometido ofensas graves. Várias vezes, ele divulgou panfletos pela captura de fugitivos de sua plantação. Jackson também participou do comércio local de escravos. Com o tempo, seu acúmulo de riqueza, na forma de escravizados e terras, o colocou entre as famílias da elite do Tennessee.

### Duelo com Dickinson e envolvimento com Burr
Em maio de 1806, Jackson travou um duelo com Charles Dickinson. Eles discutiram por causa de uma corrida de cavalos, e Dickinson supostamente proferiu uma calúnia contra Rachel. Durante o duelo, Dickinson, conhecido por sua pontaria, atirou primeiro, e a bala atingiu Jackson no peito. O ferimento não foi fatal porque a bala atingiu seu esterno. Sob as regras de duelos, Dickinson deveria permanecer parado, e enquanto isso Jackson mirou, atirou de volta e matou Dickinson. O assassinato manchou a reputação de Jackson, com muitos dos homens do Tennessee considerando-o frio e cruel.
Mais tarde naquele ano, Jackson envolveu-se no plano do ex-vice-presidente Aaron Burr de conquistar a Flórida espanhola e expulsar os espanhóis do Texas. Jackson havia conhecido Burr pela primeira vez em 1805, quando ele se hospedou com os Jacksons no Hermitage, durante uma viagem pelo que era então o Oeste dos Estados Unidos, na qual Burr havia embarcado após ferir mortalmente Alexander Hamilton em duelo. Ele finalmente convenceu Jackson a participar de seu empreendimento. Em outubro de 1806, Jackson escreveu a James Winchester que os Estados Unidos "podem conquistar não apenas as Flóridas [naquela época havia uma Flórida Oriental e uma Flórida Ocidental], mas também toda a América do Norte espanhola". Ele informou à milícia do Tennessee de que deveria estar pronta para marchar a qualquer momento "em que o governo e a autoridade constituída de nosso país assim o exigirem", e concordou em fornecer barcos e provisões para a expedição. Jackson enviou uma carta ao presidente Thomas Jefferson dizendo-lhe que o Tennessee estava pronto para defender a honra da nação.
Jackson também expressou incerteza sobre o empreendimento. Ele alertou o governador da Louisiana, William Claiborne, e o senador do Tennessee, Daniel Smith, que algumas das pessoas envolvidas na aventura poderiam ter a intenção de fugir dos Estados Unidos. Em dezembro, Jefferson ordenou que Burr fosse preso por traição. Jackson, a salvo de prisão por causa de sua extensa documentação, organizou a milícia para capturar os conspiradores. Ele testemunhou perante um grande júri no julgamento de Burr em 1807, sugerindo que o culpado de traição era um associado de Burr, James Wilkinson. Burr foi absolvido das acusações.

## Carreira militar

### Guerra de 1812

#### Guerra dos Creek
Em 18 de junho de 1812, os Estados Unidos declararam guerra ao Reino Unido. As crescentes hostilidades com a Espanha e com a França não se materializaram, mas as tensões com a Grã-Bretanha haviam crescido por diversas razões. Embora as principais causas da Guerra de 1812 fossem sobre questões marítimas, estava entre elas o desejo de muitos americanos por mais terras, incluindo o Canadá britânico e a Flórida, ocupada pelos espanhóis, aliados britânicos.
Jackson imediatamente ofereceu-se para recrutar voluntários para a guerra, mas só foi chamado ao serviço depois que os militares federais foram repetidamente derrotados no Noroeste americano. Após essas derrotas, em janeiro de 1813, Jackson alistou mais de 2 000 voluntários, que receberam a ordem de ir a Nova Orleans para defendê-la de um ataque britânico. Quando suas tropas chegaram a Natchez, foram ordenadas a parar pelo general Wilkinson, o comandante em Nova Orleans e o homem que Jackson acusou de traição após o empreendimento de Burr. Um pouco mais tarde, Jackson recebeu uma carta do Secretário da Guerra, John Armstrong, afirmando que seus voluntários não eram necessários, deveriam ser dispensados, e quaisquer suprimentos deveriam ser entregues a Wilkinson. Jackson recusou-se a dispersar suas tropas; em vez disso, ele os liderou na difícil marcha de volta a Nashville, ganhando o apelido de "Hickory" (uma espécie de árvore), mais tarde "Velho Hickory", por sua resistência.
Após retornar a Nashville, Jackson e um de seus coronéis, John Coffee, entraram em uma briga de rua pela honra com os irmãos Jesse e Thomas Hart Benton. Ninguém foi morto, mas Jackson recebeu um tiro no ombro que quase o matou. Jackson não havia se recuperado totalmente dos ferimentos quando o governador Blount convocou a milícia em setembro de 1813, após o massacre do Forte Mims, em agosto. Os Red Sticks, uma facção da Confederação Creek que havia se aliado a Tecumseh, um chefe Shawnee que estava lutando junto aos britânicos contra os Estados Unidos, mataram cerca de 250 milicianos e civis no forte em retaliação a uma emboscada da milícia americana na Batalha de Burnt Corn.
O objetivo de Jackson era destruir os Red Sticks. Ele rumou para o sul de Fayetteville, Tennessee, em outubro, com 2 500 milicianos, estabelecendo o Forte Strother como sua base de abastecimento. Ele enviou sua cavalaria, sob o comando do general Coffee, à frente da força principal, destruindo aldeias dos Red Sticks e capturando seus suprimentos. Em 3 de novembro, Coffee derrotou um grupo de Red Sticks na Batalha de Tallushatchee. No final do mês, na Batalha de Talladega, Jackson derrotou outro grupo que estava sitiando creeks aliados aos EUA.
Em janeiro de 1814, alistamentos que haviam expirado e a deserção reduziram a força de Jackson em cerca de mil voluntários, mas Jackson continuava a ofensiva. Os Red Sticks contra-atacaram nas Batalhas de Emuckfaw e Enotachopo Creek. Jackson os repeliu, mas foi forçado a retirar-se para Forte Strother. O exército de Jackson foi reforçado por novos recrutamentos e pela adição de uma unidade regular do exército, o 39.º Regimento de Infantaria dos EUA, comandado pelo Coronel John Williams. A força combinada — incluindo aliados cherokee, choctaws e creeks — atacou um forte que os Red Sticks construíram em Horseshoe Bend, no rio Tallapoosa. As forças de Jackson somavam mais de 3 mil homens; os Red Sticks tinham cerca de mil. Os indígenas foram superados e massacrados. Quase todos os seus combatentes foram mortos e quase 300 mulheres e crianças foram feitas de prisioneiras e distribuídas aos aliados nativos americanos de Jackson. A vitória destruiu o poder dos Red Sticks. Jackson continuou sua campanha de terra arrasada, queimando aldeias e destruindo suprimentos. A campanha terminou quando William Weatherford, o líder dos Red Sticks, rendeu-se, embora alguns de seus combatentes tenham fugido para o leste da Flórida.
Em 8 de junho, Jackson foi nomeado general de brigada do Exército dos Estados Unidos, e 10 dias depois foi nomeado major-general brevet com comando do Sétimo Distrito Militar, que incluía Tennessee, Louisiana, o Território do Mississippi e a Confederação Muscogee Creek. Com a aprovação do presidente James Madison, Jackson impôs o Tratado de Fort Jackson. O tratado exigia que todos os Creeks, incluindo aqueles que permaneceram aliados, entregassem 9 300 000 hectares de terras para os Estados Unidos.
Jackson então voltou sua atenção para os britânicos e espanhóis. Ele transferiu suas forças para Mobile, Alabama, em agosto, acusou o governador espanhol do oeste da Flórida, Mateo González Manrique, de armar os Red Sticks e ameaçou atacar. O governador respondeu convidando os britânicos a desembarcar em Pensacola para defendê-la, o que violou a neutralidade espanhola. Os britânicos tentaram capturar Mobile, mas sua frota de invasão foi repelida no Forte Bowyer, localizado na foz da Baía de Mobile. Jackson então invadiu a Flórida, derrotando as forças espanholas e britânicas na Batalha de Pensacola no dia 7 de novembro. Depois disso, os espanhóis renderam-se, e os britânicos retiraram-se. Semanas depois, Jackson soube que os britânicos estavam planejando um ataque a Nova Orleans, que era a porta de entrada para o rio Mississippi e o controle do oeste americano. Ele evacuou Pensacola, fortaleceu a guarnição em Mobile, e liderou suas tropas para Nova Orleans.

#### Batalha de Nova Orleans

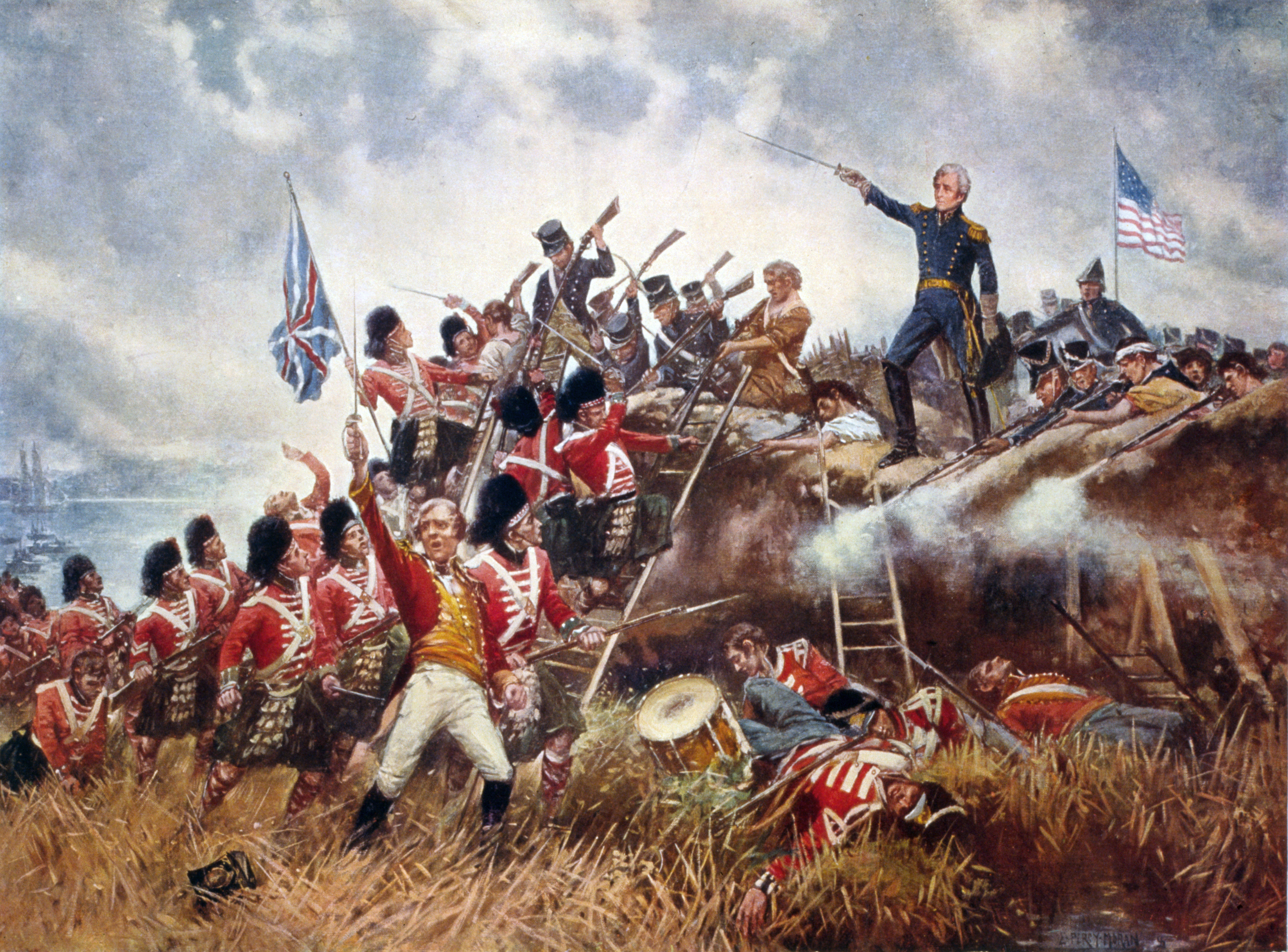
A Batalha de Nova Orleans, um retrato de 1910 de Edward Percy Moran retratando a Batalha de Nova Orleans

Jackson chegou a Nova Orleans no 1º de dezembro de 1814. Lá, ele instituiu uma lei marcial, porque se preocupava com a lealdade dos habitantes crioulos e espanhóis da cidade. Ele aumentou sua força formando uma aliança com os contrabandistas de Jean Lafitte e criando unidades de afro-americanos livres e creeks, pagando aos voluntários não-brancos o mesmo salário que aos brancos. Isso permitiu a Jackson ter uma força de cerca de 5 mil homens quando os britânicos chegaram.
As forças britânicas chegaram a Nova Orleans em meados de dezembro. O almirante Cochrane era o comandante geral da operação; o general Edward Pakenham comandou o exército de 10 mil soldados, muitos dos quais haviam servido nas Guerras Napoleônicas. Na medida em que os britânicos avançavam pela margem leste do rio Mississippi, Jackson construía uma posição fortificada para bloqueá-los. A batalha ocorreu no dia 8 de janeiro, quando os britânicos lançaram um ataque frontal. Suas tropas tornaram-se alvos fáceis para os americanos, protegidos por parapeitos, e o ataque terminou desastrosamente. O general Pakenham foi morto e os britânicos sofreram mais de duas mil baixas, contra cerca de sessenta baixas dos americanos.
Os britânicos fugiram de Nova Orleans ao final de janeiro, mas ainda representavam uma ameaça. Jackson recusou-se a suspender a lei marcial e manteve a milícia armada aos postos. Ele aprovou a execução de seis milicianos por deserção. Alguns crioulos registraram-se como cidadãos franceses junto ao cônsul do país e exigiram ser dispensados devido à sua nacionalidade estrangeira. Jackson então ordenou que todos os cidadãos franceses deixassem a cidade dentro de três dias, e fez com que um membro da legislatura da Louisiana, Louis Louaillier, fosse preso após escrever um artigo de jornal criticando a continuidade da lei marcial. O juiz do Tribunal Distrital dos EUA , Dominic A. Hall, assinou um pedido de habeas corpus para a libertação de Louailler. Jackson prendeu Hall também. Um tribunal militar ordenou a libertação de Louiallier, mas Jackson o manteve na prisão e expulsou Hall da cidade. Embora Jackson tenha suspendido a lei marcial quando recebeu a palavra oficial de que o Tratado de Gante, que encerrou a guerra com os britânicos, havia sido assinado, seu comportamento já havia manchado sua reputação em Nova Orleans.
A vitória de Jackson fez dele um herói nacional, e em 27 de fevereiro de 1815, ele recebeu agradecimento e uma Medalha de Ouro do Congresso. Embora o Tratado de Gante tenha sido assinado em dezembro de 1814, antes da Batalha de Nova Orleans ser travada, a vitória de Jackson garantiu que o controle dos Estados Unidos sobre a região entre Mobile e Nova Orleans não seria mais efetivamente contestado pelas potências europeias. Esse controle permitiu ao governo americano ignorar um dos artigos do tratado, que estabelecia a devolução das terras dos creeks tomadas no Tratado de Fort Jackson.

### Primeira Guerra Seminole

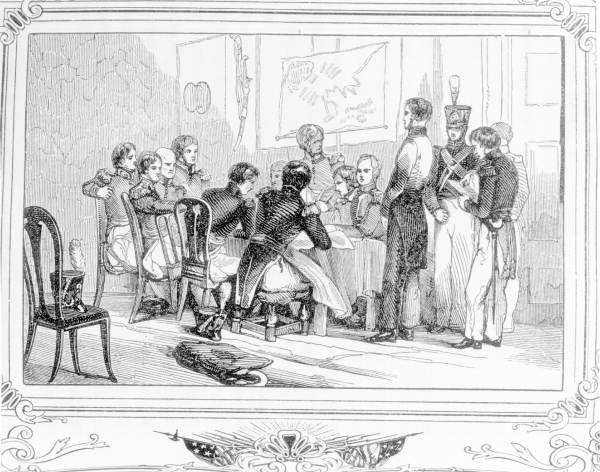
Uma gravura de cerca de 1846 do julgamento de Robert Ambrister, de William Croome, em Pictorial Life of Andrew Jackson de John Frost

Após a guerra, Jackson permaneceu no comando das tropas na metade sul dos Estados Unidos e foi autorizado a instalar seu quartel-general em Hermitage. Jackson continuou com deslocamentos forçados de nativos americanos em áreas sob seu comando. Apesar da resistência do Secretário do Tesouro William Crawford, que tentou ajudar os nativos americanos a reter suas terras, Jackson assinou cinco tratados entre 1816 e 1820, incluindo o Tratado de Tuscaloosa e o Tratado de Doak's Stand, nos quais os Creek, Choctaw, Cherokee e Chickasaw cederam dezenas de milhões de hectares de terra aos Estados Unidos.
Jackson logo se veria envolvido em conflitos na Flórida. O antigo posto britânico em Prospect Bluff, que ficou conhecido pelos americanos como "o forte dos Negros", permanecia ocupado por mais de mil ex-soldados da Marinha Real e Colonial britânica, escravos fugitivos e vários povos indígenas. Tornou-se um ímã para fugitivos e era visto como uma ameaça aos direitos de propriedade dos escravizadores americanos, até mesmo como uma razão de uma potencial insurreição de pessoas escravizadas. Jackson ordenou que o coronel Duncan Clinch capturasse o forte em julho de 1816. Ele destruiu-o e matou muitos membros da guarnição. Alguns sobreviventes foram escravizados e outros fugiram para áreas desabitadas da Flórida.
Além disso, vários povos nativos americanos conhecidos coletivamente como Seminoles espalhavam-se pela fronteira entre os EUA e a Flórida. Em dezembro de 1817, o Secretário da Guerra John C. Calhoun iniciou o que seria chamado de Primeira Guerra Seminole e ordenou que Jackson liderasse uma campanha "com total poder para conduzir a guerra como ele achasse melhor". Jackson acreditava que a melhor maneira de fazer isso era tomar a Flórida da Espanha de uma vez por todas. Antes de partir, Jackson escreveu ao presidente James Monroe: "Deixe que me seja comunicado por qualquer canal... que a posse das Flóridas seria desejável para os Estados Unidos, e em sessenta dias isso será realizado".
Jackson invadiu a Flórida, capturou o forte espanhol de São Marcos e ocupou Pensacola. A resistência Seminole e espanhola efetivamente terminou em maio de 1818. Ele também capturou dois agentes britânicos, Robert Ambrister e Alexander Arbuthnot, que trabalhavam com os Seminoles. Após um breve julgamento, Jackson executou os dois, causando um incidente diplomático com os britânicos. As ações de Jackson polarizaram o gabinete de Monroe. Os territórios ocupados foram devolvidos à Espanha. Calhoun queria que ele fosse censurado por violar a Constituição, uma vez que os Estados Unidos não haviam declarado guerra à Espanha. O secretário de Estado John Quincy Adams o defendeu porque pensava que a ocupação de Pensacola por Jackson levaria a Espanha a vender a Flórida, o que ela fez no Tratado Adams-Onís de 1819. Em fevereiro de 1819, uma investigação do Congresso exonerou Jackson, e sua vitória foi fundamental para convencer os Seminoles a assinar o Tratado de Moultrie Creek em 1823, que cedeu grande parte de suas terras na Flórida.

## Aspirações presidenciais

### Eleição de 1824

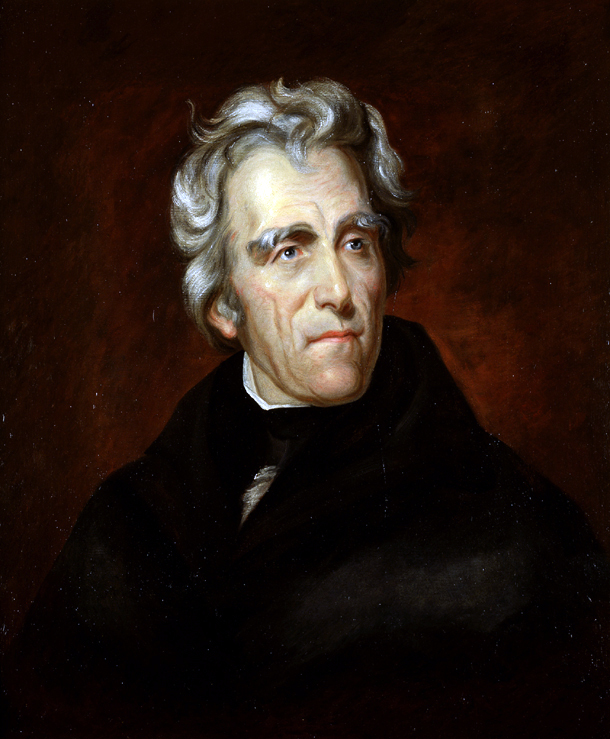
Um retrato de Jackson de 1824, feito por Thomas Sully

Em 1819, a má gestão do Segundo Banco dos Estados Unidos levou a um pânico financeiro e, consequentemente, à primeira depressão financeira prolongada dos EUA. O governo reduziu as forças armadas, e Jackson foi forçado a aposentar-se de seu cargo de major-general. Em compensação, Monroe fez dele o primeiro governador territorial da Flórida em 1821. Ele trabalhou como governador por dois meses, retornando a Hermitage devido a problemas de saúde. Durante sua recuperação, Jackson, que era maçom desde pelo menos 1798, tornou-se o Grão-Mestre da Grande Loja do Tennessee entre 1822 e 1823. Nessa época, ele também concluiu negociações para que o Tennessee comprasse terras dos chickasaws. Isso ficou conhecido como a Compra de Jackson. Ele, Overton e outro colega especularam com algumas das terras e usaram suas partes para fundar a cidade de Memphis.

Em 1822, Jackson aceitou um plano de Overton para nomeá-lo como candidato para as eleições presidenciais de 1824, e foi nomeado pela legislatura do Tennessee em julho. Na época, o Partido Federalista havia entrado em colapso, e havia quatro principais candidatos à indicação do Partido Democrata-Republicano: William Crawford, John Quincy Adams, Henry Clay e John C. Calhoun. Pretendia-se que Jackson fosse um candidato que evitasse que votos eleitorais do Tennessee fossem para Crawford, que era visto como um defensor do status quo. Inesperadamente, Jackson conquistou apoio popular fora do estado e tornou-se um candidato sério. Ele beneficiava-se da expansão do sufrágio entre os homens brancos que ocorreu ao fim da Guerra de 1812. Ele era um herói de guerra popular cuja reputação sugeria que tinha a determinação e a independência para mudar a forma como o o governo era conduzido. Ele também foi retratado como um outsider em Washington e representante do povo, culpando os bancos pela recessão do país.

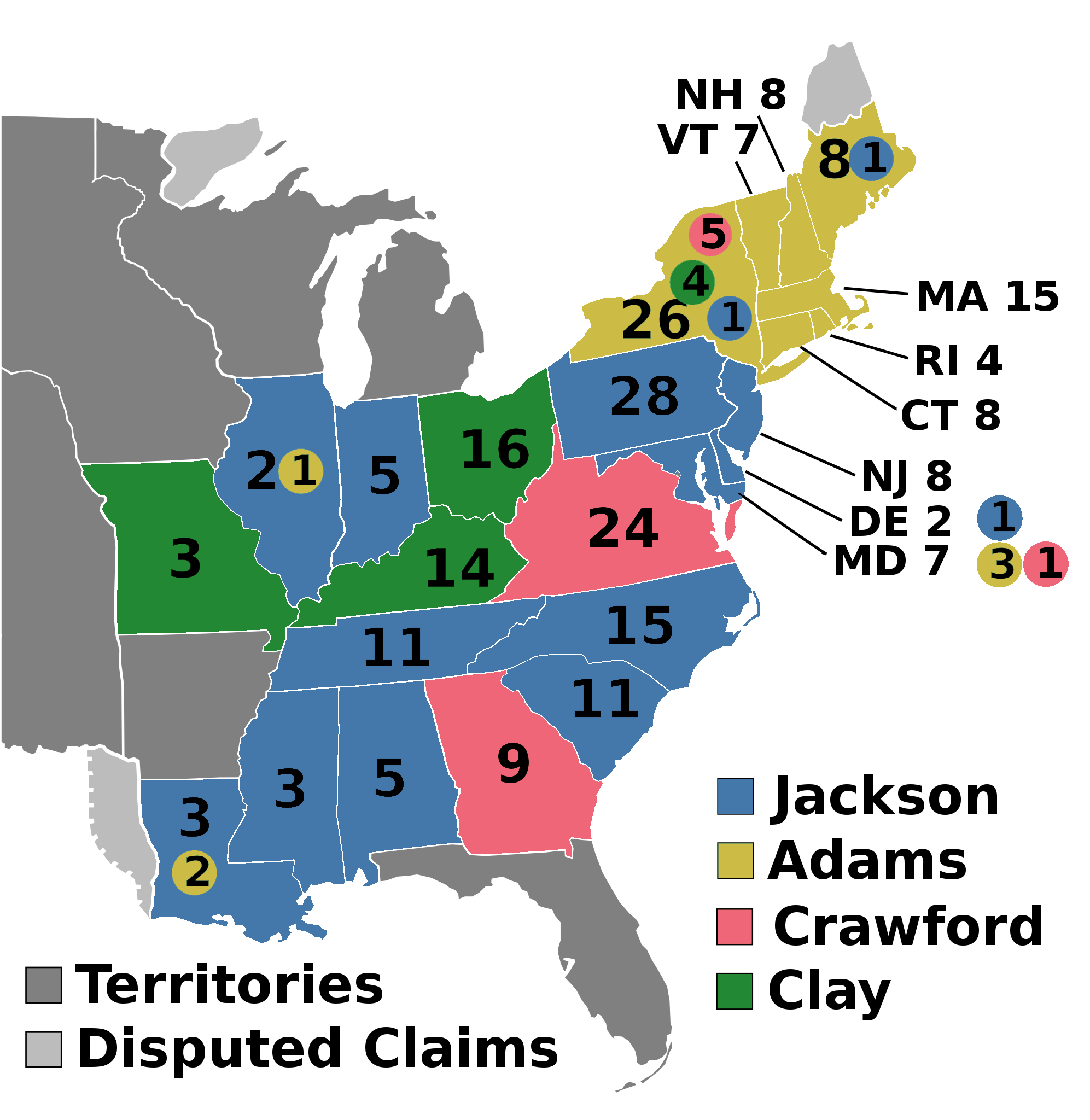
Resultados das eleições presidenciais dos EUA em 1824, nas quais Jackson recebeu vários votos do Colégio Eleitoral. Posteriormente John Quincy Adams foi eleito o sétimo presidente dos Estados Unidos.

Durante sua candidatura presidencial, Jackson concorreu relutantemente a uma das cadeiras do Senado dos EUA no Tennessee. William Berkeley Lewis e o outro senador, John Eaton, que eram os gestores políticos de Jackson, convenceram-no de que precisava derrotar o atual John Williams, que se opunha abertamente a ele. A legislatura o elegeu em outubro de 1823. Jackson era cuidadoso em relação aos seus deveres senatoriais. Foi nomeado presidente da Comissão de Assuntos Militares, mas evitou debater ou propor legislação. Usou seu tempo no Senado para formar alianças e fazer as pazes com antigos adversários. Eaton continuou fazendo campanha para a presidência de Jackson, atualizando sua biografia e escrevendo cartas, sob um pseudônimo, que foram citadas em jornais de todo o país e eram tão populares que foram reimpressas em forma de panfleto — o próprio Jackson chegou a participar de suas elaborações.
Os nomeados presidenciais democratas-republicanos eram historicamente escolhidos por convenções informais de nomeação entre congressistas. Em 1824, a maioria dos democratas-republicanos no Congresso boicotou a convenção, e o poder de escolher o indicado estava sendo transferido para as legislaturas e comitês de indicação estaduais. Jackson foi nomeado por uma convenção da Pensilvânia, tornando-o não apenas um candidato regional do Oeste, mas o principal candidato nacional. Quando Jackson foi indicado na Pensilvânia, Calhoun desistiu da corrida presidencial. Depois disso, Jackson ganhou as primárias em seis outros estados e ficou com um forte segundo lugar em três outros.
Na eleição presidencial, Jackson obteve 42 por cento dos votos, a maior votação popular entre os candidatos. Mais importante ainda, ele obteve mais votos eleitorais que os outros candidatos: 99 votos de estados do Sul, Oeste e Médio Atlântico. Ele foi o único candidato a vencer em estados fora de sua base regional: Adams dominou a Nova Inglaterra, Crawford venceu na Virgínia e na Geórgia, e Clay conquistou três estados do Oeste. Como nenhum candidato obteve a maioria de 131 votos eleitorais, a Câmara dos Representantes realizou uma eleição contingente nos termos da Décima Segunda Emenda. A emenda especifica que apenas os três primeiros vencedores dos votos eleitorais são elegíveis para serem eleitos pela Câmara, então Clay foi eliminado da disputa. Clay, que também era presidente da Câmara e presidiu a resolução eleitoral, via a presidência de Jackson como um desastre para o país. Clay apoiou Adams, que venceu a eleição contingente na primeira votação. Adams o nomeou como seu secretário de Estado, levando os apoiadores de Jackson a acusá-los de terem acordado uma "barganha corrupta". Após a conclusão da sessão do Congresso, Jackson renunciou à sua cadeira no Senado e retornou ao Tennessee.

### Eleição de 1828 e morte de Rachel Jackson
Após a eleição, os apoiadores de Jackson formaram um novo partido para prejudicar Adams e garantir que ele cumprisse apenas um mandato. A presidência de Adams foi ruim, e o seu comportamento prejudicou-a. Ele era visto como parte de uma elite intelectual que ignorava as necessidades da população. Não conseguiu realizar nada, pois o Congresso bloqueava suas propostas. Em sua Primeira Mensagem Anual ao Congresso, Adams afirmou que "estamos paralisados pela vontade de nossos constituintes", o que foi interpretado como uma posição contrária à democracia representativa. Jackson respondia defendendo as necessidades dos cidadãos comuns e declarando que "a voz do povo [...] deve ser ouvida".

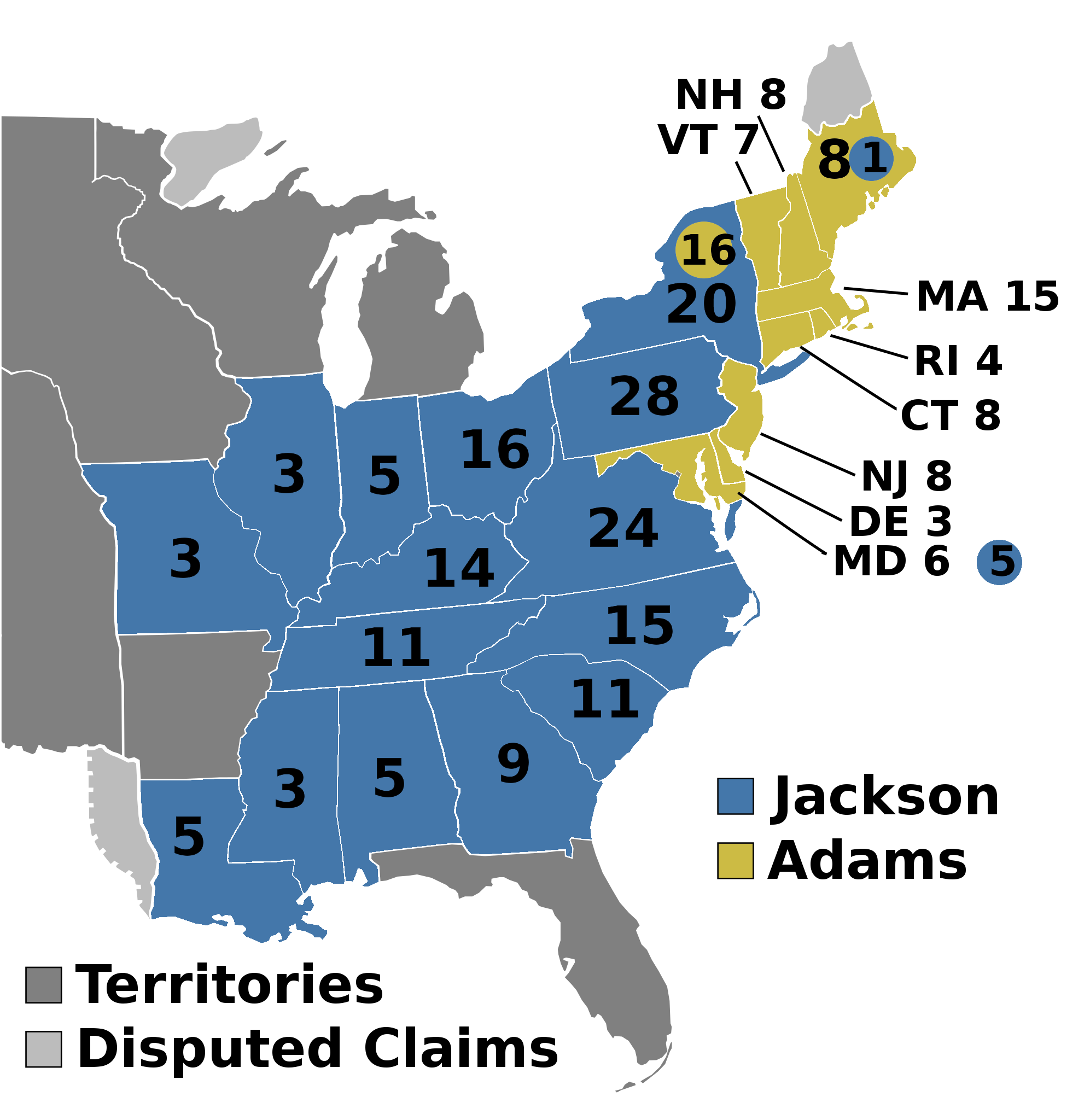
Resultados eleitorais de 1828

Jackson foi nomeado para a presidência pela legislatura do Tennessee em outubro de 1825, três anos antes da eleição de 1828. Ele ganhou apoiadores poderosos tanto no Sul quanto no Norte, incluindo Calhoun, que se tornou companheiro de chapa de Jackson na vice-presidência, e Martin Van Buren, senador de Nova Iorque. Enquanto isso, o apoio a Adams nos estados do Sul foi corroído quando ele sancionou um imposto sobre as importações europeias, a Tarifa de 1828, que foi chamada de "Tarifa das Abominações" pelos oponentes. A vitória de Jackson na corrida presidencial foi esmagadora: 56% dos votos populares e 68% dos votos eleitorais. A eleição encerrou o sistema de partido único que se formou durante a Era dos Bons Sentimentos, na medida em que os apoiadores de Jackson se uniram ao Partido Democrata, e os vários grupos que não o apoiavam eventualmente formaram o Partido Whig.
A campanha foi dominada por ataques pessoais que os partidários lançavam contra ambos os candidatos. Jackson foi acusado de ser filho de uma prostituta inglesa e de um mulato e foi rotulado como um comerciante de escravos que traficava carne humana. Uma série de panfletos conhecidos como Folhetos do Caixão o acusavam de ter assassinado 18 homens brancos, incluindo os soldados que ele executou por deserção, e alegavam que ele golpeou um homem pelas costas com sua bengala. Eles afirmavam que Jackson massacrou intencionalmente mulheres e crianças nativas americanas na Batalha de Horseshoe Bend, que comia os corpos dos nativos americanos que matou em batalha e que ameaçou cortar as orelhas de congressistas que questionaram seu comportamento durante a Primeira Guerra Seminole.
Jackson e Rachel foram acusados de adultério por viverem juntos antes do divórcio dela estar finalizado, e Rachel soube da acusação. Ela esteve sob estresse durante a eleição e, no momento em que Jackson se preparava para ir a Washington para sua posse, ela adoeceu. Rachel não viveu para ver seu marido tornar-se presidente, morrendo de derrame ou ataque cardíaco alguns dias depois, e foi enterrada na véspera de Natal. Jackson acreditava que o abuso dos apoiadores de Adams acelerou sua morte, afirmando em seu funeral: "Que Deus Todo-Poderoso perdoe seus assassinos, como eu sei que ela os perdoou. Eu nunca poderei."

## Presidência (1829-1837)

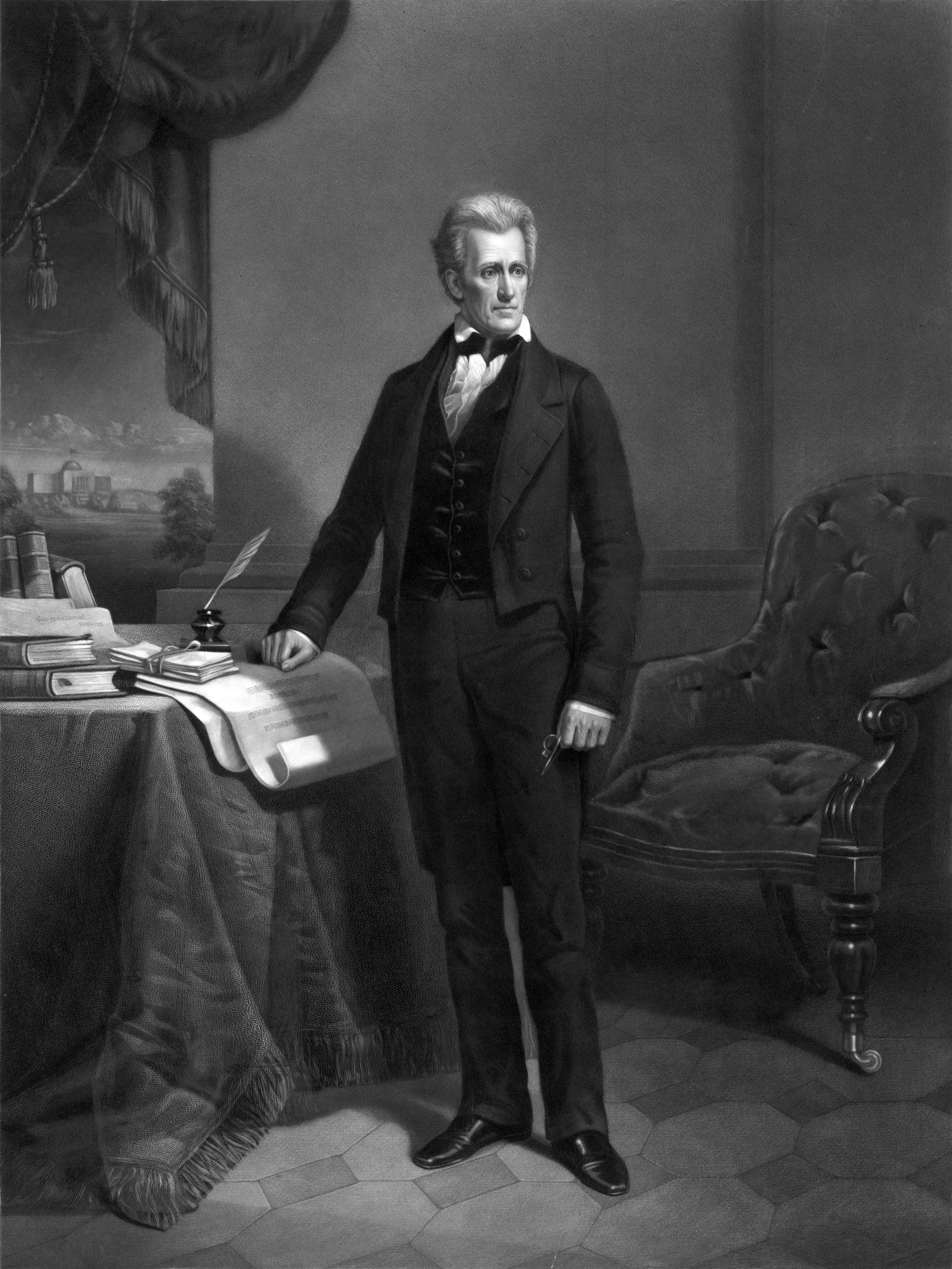
Gravura do Presidente Jackson por AH Ritchie após pintura de DM Carter (c. 1860)

### Filosofia
O nome de Jackson tem sido associado à mudança e à expansão da democracia com a transferência de algum poder político das elites estabelecidas para os eleitores comuns baseados em partidos políticos. A "Era de Jackson" moldou a agenda nacional e a política americana. A filosofia de Jackson como presidente era semelhante à de Jefferson, defendendo os valores republicanos mantidos pela geração da Guerra Revolucionária. Jackson adotou um tom moral, acreditando que afeições agrárias e uma visão limitada dos direitos estaduais e do governo federal resultariam em menos corrupção. Ele temia que interesses monetários e comerciais corrompessem os valores republicanos. Quando a Carolina do Sul se opôs à lei de tarifas, ele adotou uma postura forte a favor do nacionalismo e contra a secessão.
Jackson acreditava na capacidade do povo de "chegar a conclusões corretas". Eles tinham o direito não apenas de eleger, mas de "instruir seus agentes e representantes". Os detentores de cargos deveriam obedecer à vontade popular ou renunciar. Ele rejeitou a visão de um Supremo Tribunal poderoso e independente com decisões vinculantes, argumentando que "o Congresso, o Executivo e o Tribunal devem cada um ser guiados por suas próprias opiniões sobre a Constituição". Jackson achava que os juízes do Supremo Tribunal deveriam ser submetidos a eleições, e acreditava no estrito construcionismo como a melhor maneira de garantir o governo democrático. Ele defendeu limites de mandato para presidentes e a abolição do Colégio Eleitoral.

### Posse
Jackson chegou a Washington em 11 de fevereiro. Sua primeira preocupação foi formar seu gabinete. Ele escolheu Van Buren como Secretário de Estado, seu amigo John Eaton como Secretário da Guerra, Samuel D. Ingham como Secretário do Tesouro, John Branch como Secretário da Marinha, John M. Berrien como Procurador-Geral e William T. Barry como chefe de correspondências. Jackson foi empossado em 4 de março de 1829, tornando-se o primeiro presidente eleito a prestar juramento no Pórtico Leste do Capitólio dos Estados Unidos. Amargurado com sua derrota, Adams recusou-se a comparecer. Em seu discurso inaugural, Jackson prometeu proteger a soberania dos estados, respeitar os limites da presidência, reformar o governo removendo nomeados desleais ou incompetentes e manter uma política justa em relação aos nativos americanos. Jackson convidou o público para a Casa Branca, que foi prontamente invadida por simpatizantes e sofreu pequenos danos ao seu mobiliário. O espetáculo lhe rendeu o apelido de “King Mob” ("Rei da Multidão", em português).

### Reformas e rotação no cargo
A administração de Jackson acreditava que Adams era corrupto, e um de seus primeiros atos na presidência foi iniciar investigações em todos os departamentos executivos. As investigações revelaram que 280 mil dólares (equivalentes a 7,7 milhões de dólares em 2022) haviam sido roubados do Tesouro, e a redução de custos no Departamento da Marinha economizou um milhão de dólares (equivalentes a 27,5 milhões de dólares em 2022). Uma das pessoas presas em sua investigação foi Tobias Watkins, um auditor do Tesouro e amigo pessoal de Adams considerado culpado de peculato. No primeiro ano de seu mandato, Jackson pediu ao Congresso que endurecesse as leis sobre peculato, revisasse as leis para reduzir a evasão fiscal e pressionasse por um melhor sistema de contabilidade governamental.
Jackson implementou um princípio que chamou de "rotação no cargo ", aplicando a Lei de Posse de Cargos, assinada pelo presidente Monroe em 1820, que limitava o mandato de um nomeado e autorizava o presidente a destituir e nomear membros de partidos políticos. O costume anterior era o presidente deixar os nomeados existentes no cargo, substituindo-os por meio de atritos. Durante seu primeiro ano no cargo, Jackson demitiu centenas de funcionários federais, o que representava cerca de 10% do total, e os substituiu por Democratas leais. Ele argumentou que a rotação era uma reforma democrática que reduzia a burocracia e a corrupção, impedindo a ocupação hereditária de cargos e tornando os seus titulares responsáveis perante a vontade popular, mas ela funcionou como clientelismo político, que veio a ser conhecido como o spoils system (sistema de espólios, em português).

### Petticoat affair(Caso das Anáguas)

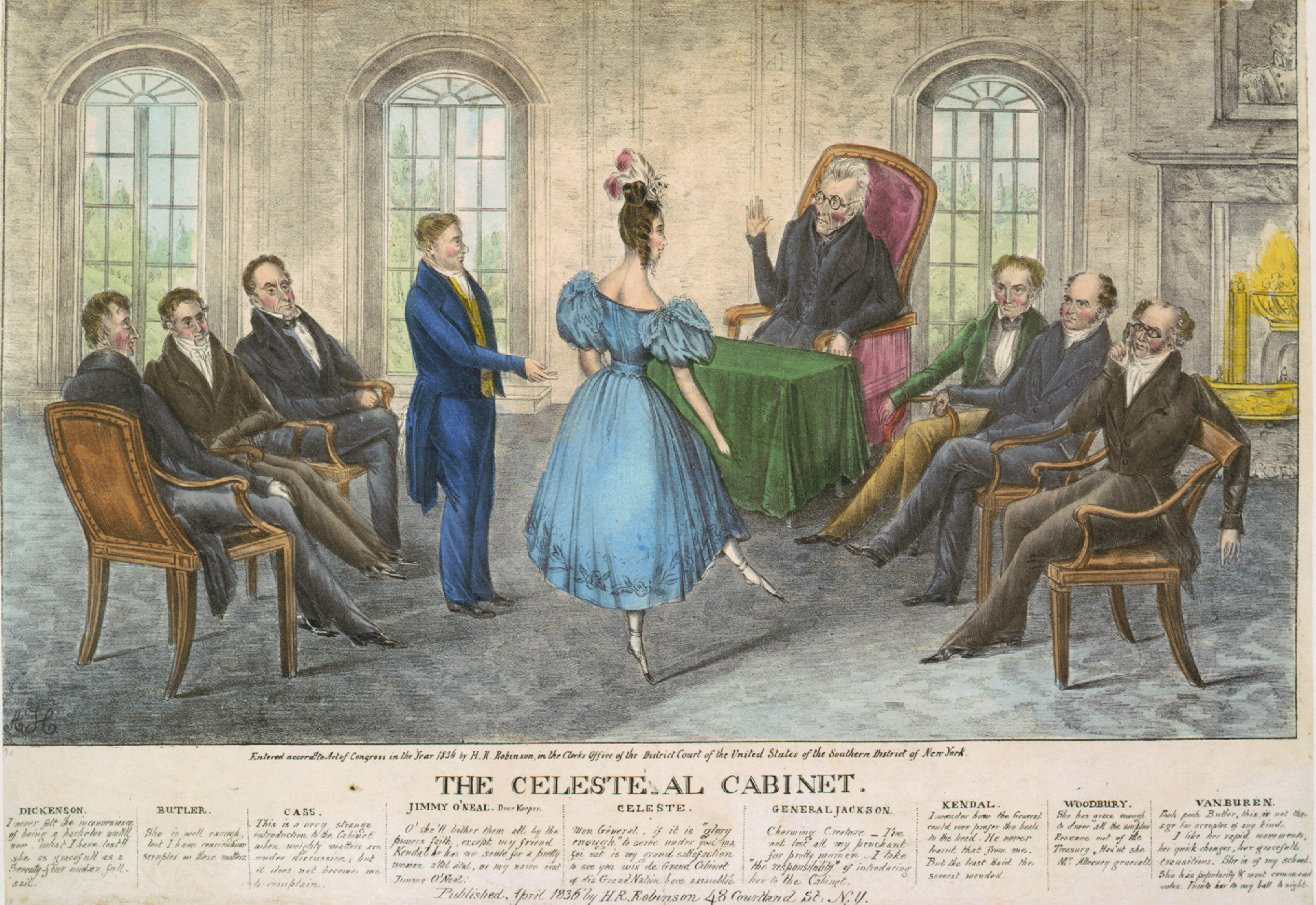
Desenho litográfico The Celeste-al Cabinet, de Albert A. Hoffay, publicado por HR Robinson (1836). Ilustra o gabinete de Jackson durante o caso Petticoat. "Celeste" é Margaret Eaton

Jackson passou grande parte de seu tempo durante seus primeiros dois anos e meio no cargo lidando com o que veio a ser conhecido como o "Caso Petticoat" ou "Caso Eaton". O caso girava ao redor de Margaret, esposa de Eaton, o Secretário de Guerra. Ela tinha a reputação de ser promíscua e, como Rachel Jackson, foi acusada de adultério. Ela e Eaton eram próximos antes da morte de seu primeiro marido, John Timberlake, e casaram-se nove meses após o falecimento. Com exceção da esposa de Barry, Catherine, as esposas dos membros do gabinete seguiam o exemplo da esposa do vice-presidente Calhoun, Floride, e recusavam-se a socializar com os Eatons. Embora Jackson tenha defendido Margaret, sua presença dividiu o gabinete, que estava sendo tão ineficaz que ele raramente o convocava para sessão, e o desacordo contínuo levou a sua dissolução.
Na primavera de 1831, Jackson exigiu a renúncia de todos os membros do gabinete, exceto Barry, que renunciaria em 1835, quando uma investigação do Congresso revelou sua má gestão das Correspondências. Jackson tentou compensar Van Buren nomeando-o embaixador na Grã-Bretanha, mas Calhoun bloqueou a nomeação com um voto de desempate contrário. Van Buren — junto com Amos Kendall, que ajudou a organizar o que se tornaria o Partido Democrata,  e Francis Preston Blair, o editor do jornal The Globe que servia como um periódico pró-Jackson,  se tornariam participantes regulares no Kitchen Cabinet (Gabinete da Cozinha, em português) de Jackson, um grupo não oficial e variado de conselheiros a quem ele recorria para tomar decisões, mesmo depois de ter formado um novo gabinete oficial.

### Indian Removal Act

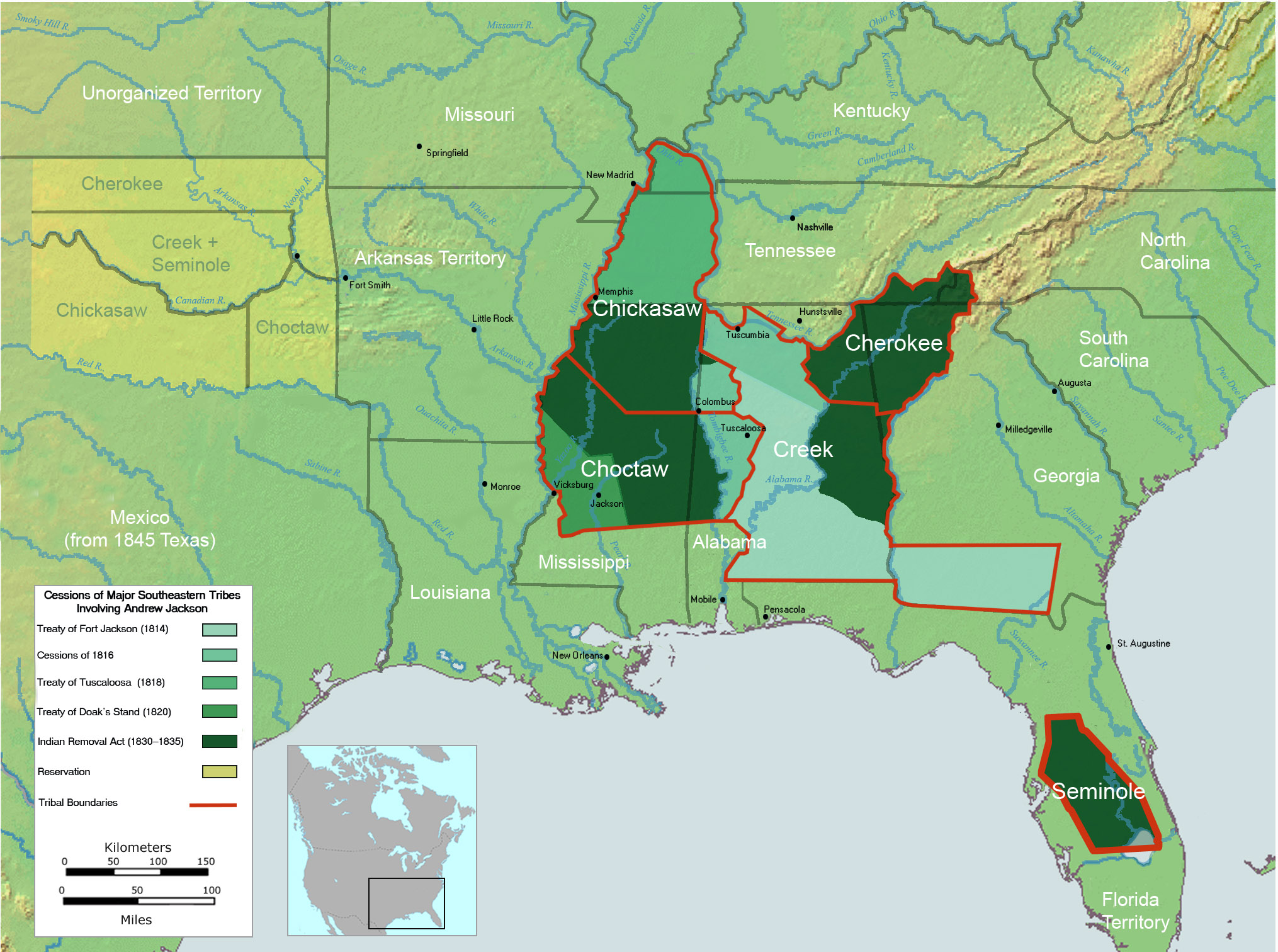
O Indian Removal Act e os tratados envolvendo Jackson antes de sua presidência deslocaram a maioria das principais tribos do Sudeste de seus territórios tradicionais a leste do Mississippi

A presidência de Jackson marcou o início de uma política nacional de remoção de nativos americanos. Antes de Jackson assumir o cargo, a relação entre os estados do Sul e as tribos nativas americanas que viviam dentro de suas fronteiras era tensa. Os estados sentiam que tinham jurisdição total sobre os seus territórios; as tribos nativas se viam como nações autônomas que tinham direito às terras onde viviam. Porções significativas das cinco principais tribos da área então conhecida como Sudoeste — os Cherokee, Choctaw, Chickasaw, Creek e Seminoles — começaram a adotar a cultura branca, incluindo educação, técnicas agrícolas, um sistema rodoviário e manufatura rudimentar. No caso das tensões entre o estado da Geórgia e os Cherokee, Adams tentou resolver a questão encorajando a emigração de cherokees para Oeste do Mississippi por meio de incentivos financeiros, mas a maioria recusou.
Nos primeiros dias da presidência de Jackson, alguns dos estados do Sul aprovaram legislações que estendiam suas jurisdições às terras dos nativos americanos. Jackson apoiou o direito dos estados de fazê-lo. Sua posição foi posteriormente esclarecida no caso que levou estas legislações à Suprema Corte, Worcester v. Geórgia em 1832. A Geórgia havia detido um grupo de missionários por entrar no território cherokee sem autorização; os nativos americanos declararam essas prisões ilegais. O tribunal sob o comando de seu presidente, John Marshall, decidiu a favor dos cherokees: a imposição da lei da Geórgia era inconstitucional. Horace Greeley alega que quando Jackson ouviu sobre a decisão, ele disse: "Bem, John Marshall tomou sua decisão, mas agora quero ver aplicá-la." Embora a citação possa ser apócrifa, Jackson deixou claro que não usaria o governo federal para fazê-la valer.
Jackson usou o poder do governo federal para impor a separação das tribos nativas americanas e dos brancos. Em maio de 1830, o Congresso aprovou o Indian Removal Act. Ela deu ao presidente o direito de negociar tratados para comprar terras tribais na parte oriental dos Estados Unidos em troca de reservas para os nativos americanos a oeste do Mississippi, bem como ampla discrição sobre como usar os recursos federais destinados às negociações. A lei deveria ser um programa de realocação voluntária, mas não foi implementada como tal. A administração de Jackson muitas vezes conseguiu acordos por meio de subornos, fraudes e intimidação, e os líderes que assinaram os tratados muitas vezes não representavam toda a tribo. As realocações também podiam ser uma fonte de miséria: a realocação dos choctaws teve casos de corrupção, roubo e má gestão.

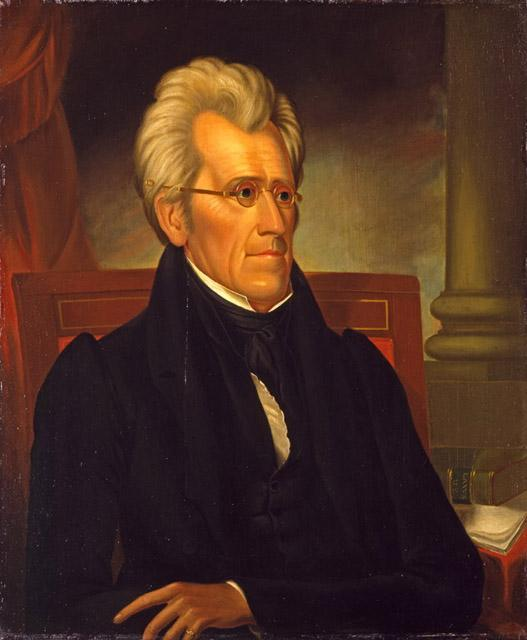
Retrato de Jackson por Ralph EW Earl (c. 1830, Museu de Arte da Carolina do Norte)

Em 1830, Jackson negociou pessoalmente com a tribo Chickasaw, que rapidamente concordou em mudar-se. No mesmo ano, os líderes choctaws assinaram o Tratado de Dancing Rabbit Creek; a maioria não queria o tratado, mas aceitou os seus termos. Em 1832, os líderes seminoles assinaram o Tratado de Payne's Landing, que estipulava que os Seminoles se mudariam para o Oeste e se tornariam parte da Confederação de Muscogee Creek caso considerassem as novas terras adequadas. A maioria dos seminoles, no entanto, recusou-se a se mudar, levando à Segunda Guerra Seminole em 1835, que durou seis anos. Os membros da Confederação Creek cederam suas terras ao estado do Alabama no Tratado de Cusseta de 1832. A propriedade privada da terra deveria ser protegida, mas isso não foi imposto pelo governo federal. O governo incentivou a remoção voluntária até a Guerra Creek de 1836, após a qual quase todos os creeks foram removidos para o território de Oklahoma. Em 1836, os líderes cherokees cederam suas terras ao governo pelo Tratado de Nova Echota. Sua remoção, conhecida como Trilha das Lágrimas, foi imposta pelo sucessor de Jackson, Van Buren.
Jackson também aplicou a política de remoção no Noroeste. Ele não obteve sucesso em remover a Confederação Iroquois em Nova Iorque. No entanto, depois de alguns membros da tribo Meskwaki (Fox) e da Sauk desencadearem a Guerra Black Hawk após tentar cruzar de volta para o lado leste do Mississippi, e terminarem derrotados, os tratados de paz assinados reduziram ainda mais suas terras.
Durante sua administração, ele fez cerca de 70 tratados com tribos indígenas americanas. Ele havia removido quase todos os nativos americanos a leste do Mississippi e ao sul do Lago Michigan, cerca de 70 mil pessoas, dos Estados Unidos; embora isso tenha sido feito à custa de milhares de vidas de nativos americanos perdidas por causa das condições insalubres e das epidemias decorrentes do deslocamento e da resistência à expulsão. Sua implementação do Indian Removal Act contribuiu para sua popularidade entre seu eleitorado. Ele acrescentou mais de 170 mil milhas quadradas de terras ao domínio público, o que beneficiou principalmente os interesses agrícolas dos Estados Unidos. A lei também beneficiou pequenos agricultores, já que Jackson permitiu-lhes comprar lotes moderados a preços baixos e ofereceu aos posseiros de terras que haviam pertencido a nativos americanos a opção de comprá-las antes de serem vendidas a terceiros.

### Crise da nulificação

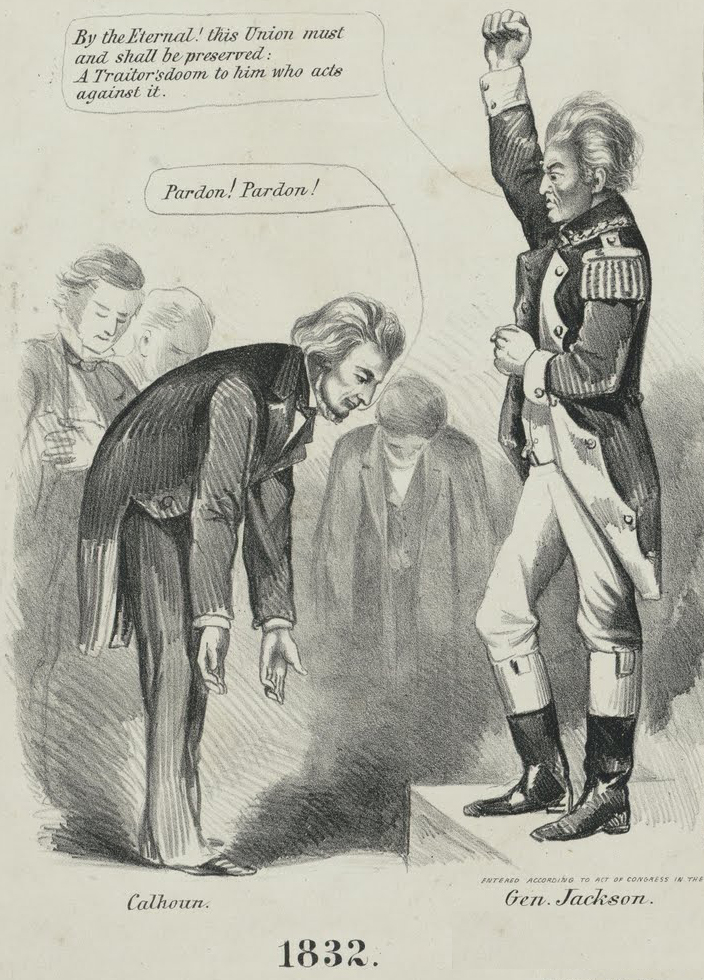
Caricatura litográfica da época da Guerra Civil de Calhoun curvando-se diante de Jackson durante a crise da nulificação em litografia de Pendleton, publicada por L. Prang & Co (1864)

Jackson teve que enfrentar outro desafio que se agravando desde o início de seu primeiro mandato. A tarifa de 1828, que foi aprovada no último ano da administração de Adams, estabeleceu uma tarifa protecionista a uma taxa muito elevada para evitar que as indústrias manufatureiras nos estados do Norte tivessem que competir com produtos importados britânicos, que tinham preços mais baixos. A tarifa reduziu a renda dos agricultores de algodão do sul: elevou os preços para o consumidor, mas não os preços do algodão, que haviam caído fortemente na década anterior. Imediatamente após a aprovação da tarifa, a Exposição e Protesto da Carolina do Sul foi enviada ao Senado dos EUA. Este documento, que foi escrito anonimamente por John C. Calhoun, afirmava que a constituição era um pacto de estados individuais e quando o governo federal fosse além de seus deveres delegados, como ao promulgar uma tarifa protecionista, um estado tinha o direito de declarar esta ação inconstitucional e tornar o ato nulo e sem efeito nas suas fronteiras.
Jackson suspeitava que Calhoun tivesse escrito a Exposição e Protesto, e se opôs a sua interpretação. Ele argumentou que o Congresso como um todo tinha autoridade completa para aprovar tarifas, e que um estado dissidente estaria negando a vontade da maioria. Ele também precisava da tarifa, que gerava 90% da receita federal, para atingir outra de suas metas presidenciais, que era zerar dívida nacional. A questão evoluiu para uma rivalidade pessoal entre os dois homens. Por exemplo, durante a celebração do aniversário de Thomas Jefferson em 13 de abril de 1830, os participantes fizeram brindes após o jantar. Jackson brindou: “A nossa União Federal: deve ser preservada!” – em um claro questionamento da anulação. Calhoun, que brindou imediatamente depois, rebateu: “A União: ao lado da nossa liberdade, a mais querida!”.
Como compromisso, Jackson apoiou a Tarifa de 1832, que reduziu as alíquotas da Tarifa de 1828 quase pela metade. O projeto de lei foi assinado em 9 de julho, mas não conseguiu satisfazer os extremistas de nenhum dos lados. Em 24 de novembro, a Carolina do Sul aprovou a Ordinance of Nullification (portaria de nulificação, em português), declarando ambas as tarifas nulas e sem efeito e ameaçando separar-se dos Estados Unidos se o governo federal tentasse usar a força para cobrar os impostos. Em resposta, Jackson enviou navios de guerra ao porto de Charleston e ameaçou enforcar qualquer homem que trabalhasse para apoiar a nulificação ou a secessão.
Em 10 de dezembro, Jackson emitiu uma proclamação contra os "nulificadores", afirmando que considerava "o poder de anular uma lei dos Estados Unidos, assumido por um Estado, como incompatível com a existência da União, contrariado expressamente pela letra da Constituição, não autorizado pelo seu espírito, inconsistente com todos os princípios em que foi fundada e deletério ao grande objetivo para o qual fora formada”. A Carolina do Sul, declarou o presidente, estava "à beira da insurreição e da traição" e apelou ao povo do estado para reafirmar sua lealdade a essa União. Jackson também negou o direito de secessão: "A Constituição [...] forma um governo, não uma liga [...] Dizer que qualquer Estado pode se separar da União, por bel prazer, é dizer que os Estados Unidos não são uma nação". Em 28 de dezembro, Calhoun, que havia sido eleito para o Senado dos EUA, renunciou ao cargo de vice-presidente.
Jackson pediu ao Congresso que aprovasse uma Force Bill (lei de força, em português) autorizando os militares a fazer cumprir a tarifa e foi atacado por Calhoun como despótico. Enquanto isso, Calhoun e Clay começaram a trabalhar em uma nova tarifa de compromisso. Jackson viu-a como uma forma eficaz de encerrar o confronto, mas insistiu na aprovação do projeto de Force Bill antes de assiná-la. Em 2 de março, ele sancionou a Force Bill e a Tarifa de 1833, ambas aprovadas em 1º de março de 1833. A Convenção da Carolina do Sul reuniu-se então e rescindiu seu decreto de anulação, mas anulou a Force Bill em um ato final de desafio. Dois meses depois, Jackson refletiu sobre a nulificação da Carolina do Sul: "a tarifa era apenas o pretexto, e a desunião e a confederação do sul eram o verdadeiro objetivo. O próximo pretexto será a questão do negro, ou da escravidão”.

### Guerra bancária e a eleição de 1832

#### Veto bancário

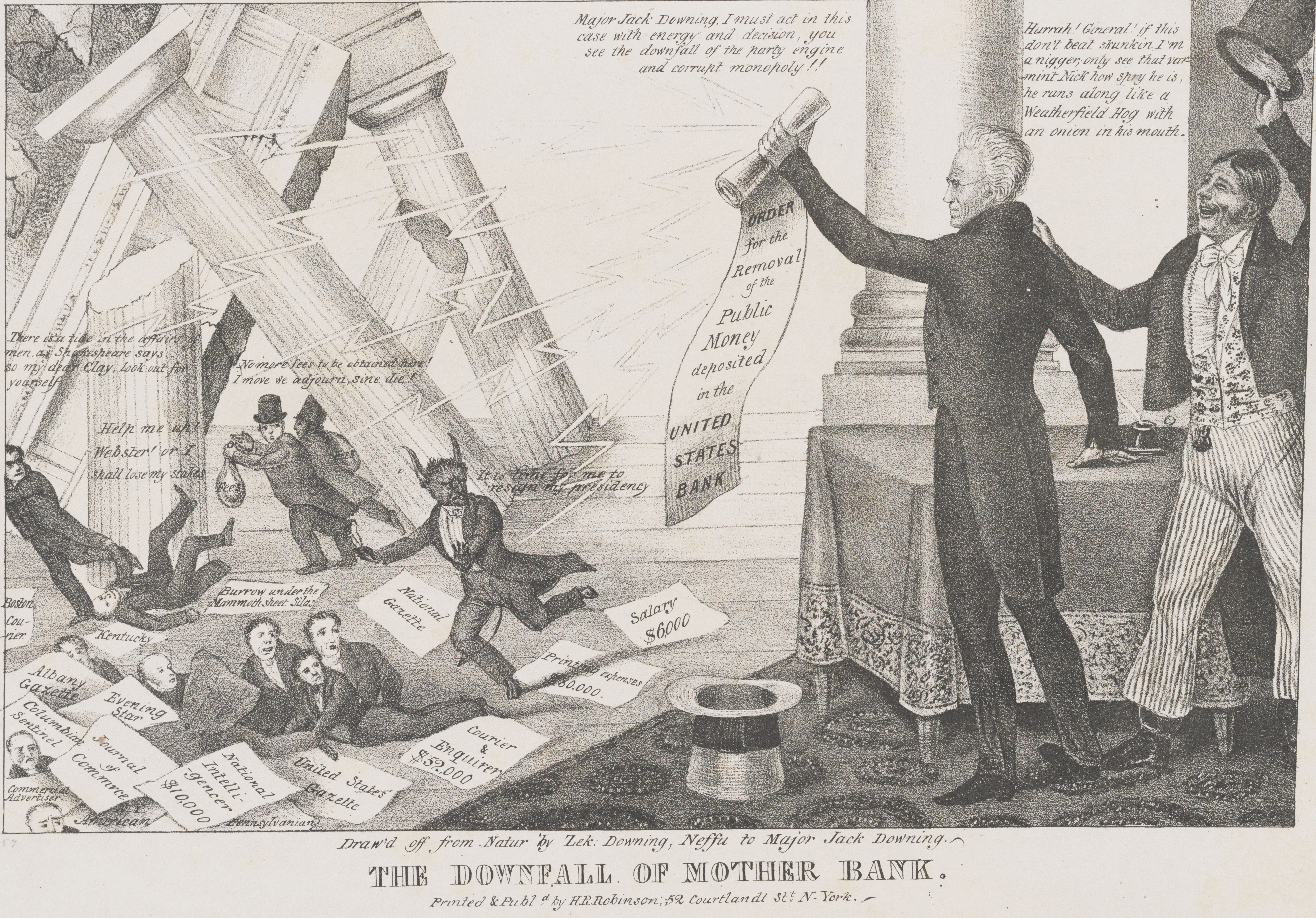
Caricatura litográfica de Jackson destruindo o Segundo Banco dos Estados Unidos com seu "Aviso de Remoção" de Zachariah Downing, publicado por HR Robinson (c. 1833). Nicholas Biddle é retratado como o diabo

Algumas semanas após sua posse, Jackson começou a planejar como poderia substituir o Segundo Banco dos Estados Unidos. O Banco havia sido fundado pelo presidente Madison em 1816 para restaurar a economia dos Estados Unidos após a Guerra de 1812. Monroe nomeou Nicholas Biddle como executivo do Banco. A instituição era um repositório das divisas públicas do país, que também pagavam a dívida nacional; foi constituída como uma entidade com fins lucrativos que cuidava dos interesses de seus acionistas. Sob a administração do Banco, o país estava economicamente saudável e a moeda era estável, mas Jackson via o Banco como um quarto ramo do governo, dirigido por uma elite, o que ele chamava de "dinheiro do poder", que buscava controlar o trabalho e os rendimentos das "pessoas reais", que dependiam de seus próprios esforços para terem sucesso: os proprietários, agricultores, mecânicos e trabalhadores. Além disso, a quase falência de Jackson em 1804, devido à especulação imobiliária alimentada pelo crédito, o inclinou contra o papel-moeda e em direção a uma política metalista.
No seu primeiro discurso anual, em dezembro de 1829, Jackson desafiou abertamente o Banco, questionando sua constitucionalidade e a solidez de suas reservas. Os apoiadores de Jackson alegaram ainda que ele concedia empréstimos preferenciais a especuladores e comerciantes, em vez de artesãos e agricultores, que usava o seu dinheiro para subornar congressistas e a imprensa, e que tinha ligações com credores estrangeiros. Biddle respondeu ao desafio de Jackson no início de 1830, usando as vastas posses financeiras do Banco para defender sua reputação, e os seus apoiadores argumentaram que o Banco era a chave para a prosperidade e para o comércio estável. Na época da eleição de 1832, Biddle havia gasto mais de 250 mil dólares (equivalentes a mais de 7 milhões de dólares em 2022), na impressão de panfletos, defendendo uma legislação pró-Banco, na contratação de agentes e na concessão de empréstimos a editores e congressistas.
Superficialmente, as posições de Jackson e Biddle não pareciam inconciliáveis. Jackson parecia disposto a manter o Banco se este pudesse receber algum grau de supervisão federal, limitar suas participações imobiliárias e ter suas propriedades sujeitas a tributação pelos estados. Muitos dos membros do gabinete de Jackson acreditavam que um acordo era possível. Em 1831, o secretário do Tesouro, Louis McLane, disse a Biddle que Jackson estava aberto a redigir uma versão modificada de regimento para o Banco, mas Biddle não consultou o presidente diretamente. Privadamente, Jackson expressava oposição ao Banco; publicamente, anunciou que deixaria a decisão relativa à instituição nas mãos do povo. Biddle foi finalmente convencido a agir de forma aberta por Henry Clay, que decidiu concorrer à presidência contra Jackson nas eleições de 1832. Biddle concordaria em buscar a renovação do estatuto dois anos antes do previsto. Clay argumentou que Jackson estava em uma situação difícil. Se vetasse o documento, perderia os votos dos seus constituintes pró-Banco na Pensilvânia; mas se o assinasse, perderia os seus constituintes anti-Banco. Após o projeto de lei de renovação ser aprovado, Jackson o vetou em 10 de julho de 1832, argumentando que o país não deveria desistir da vontade da maioria em prol dos desejos dos ricos.

#### Eleição de 1832

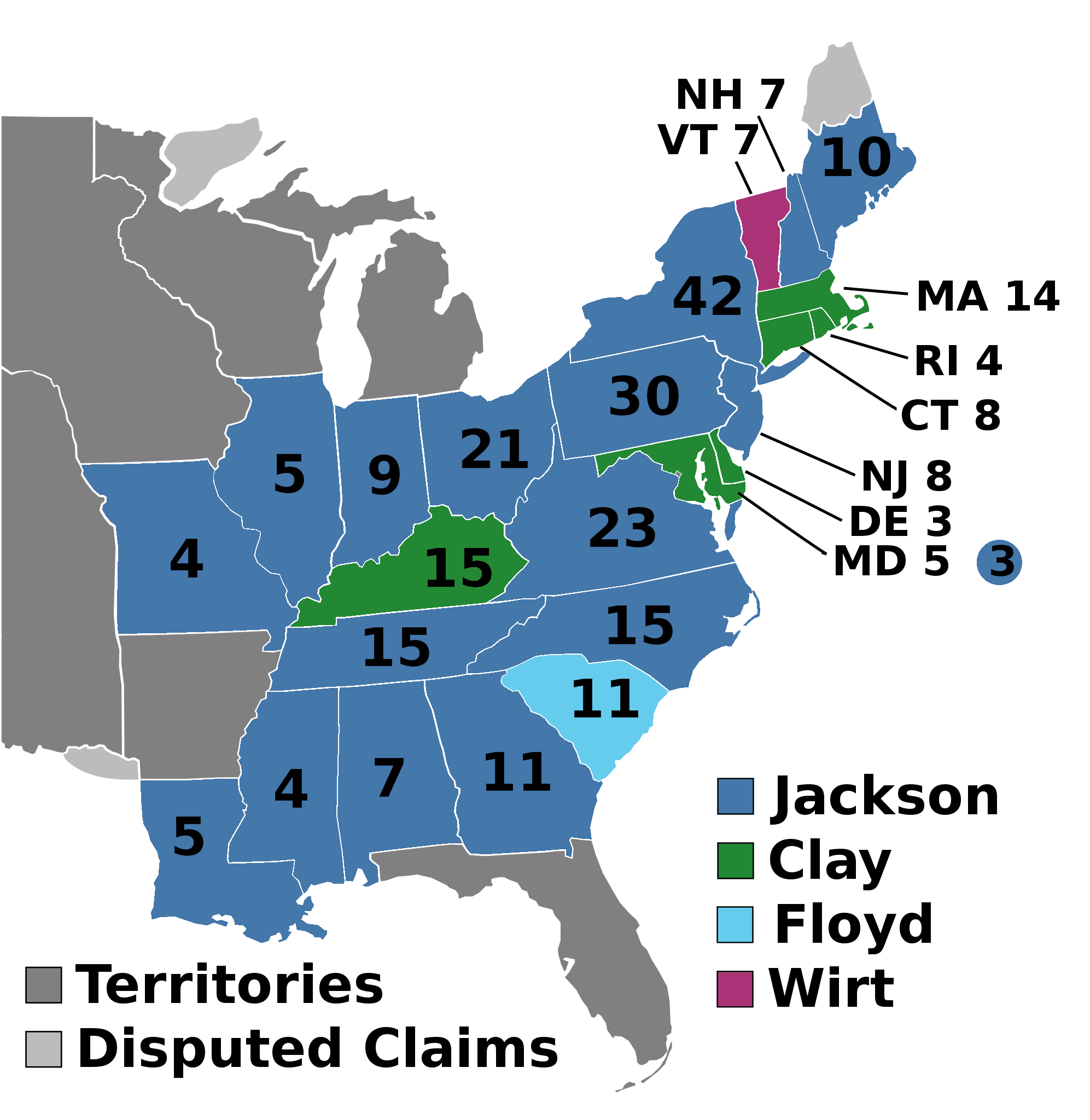
Resultados eleitorais de 1832

A eleição presidencial de 1832 demonstrou o rápido desenvolvimento dos partidos políticos durante a presidência de Jackson. A primeira convenção nacional do Partido Democrata, realizada em Baltimore, nomeou Martin Van Buren, a escolha de Jackson, para concorrer à vice-presidência. O Partido Nacional Republicano, que realizou sua primeira convenção em Baltimore no início de dezembro de 1831, nomeou Clay, agora senador por Kentucky, e John Sergeant, da Pensilvânia. O Partido Antimaçônico, com uma plataforma construída em torno da oposição à maçonaria, não apoiava nem Jackson nem Clay, ambos maçons. O partido nomeou William Wirt de Maryland e Amos Ellmaker da Pensilvânia.
Além dos votos que Jackson perderia por causa do veto ao Banco, Clay esperava que o Indian Removal Act de Jackson causasse perda de eleitores no Leste; mas as perdas de Jackson foram compensadas pela popularidade da lei no Oeste e no Sudoeste. Clay também esperava que Jackson perdesse votos por causa de sua posição em relação a melhorias internas. Jackson havia vetado o projeto de lei da Maysville Road, que financiaria um incremento de um trecho da Estrada Nacional no estado de Kentucky, em Clay; Jackson justificou-se alegando que era inconstitucional financiar melhorias internas usando fundos nacionais para projetos locais.
A estratégia de Clay falhou. Jackson conseguiu mobilizar as fortes redes políticas do Partido Democrata. O Nordeste apoiou Jackson porque ele era a favor da manutenção de uma tarifa rígida, e o Oeste o apoiou porque o Indian Removal Act reduziu o número de nativos americanos na região e disponibilizou mais terras públicas. Exceto na Carolina do Sul, que havia aprovado a Ordinance of Nullification durante o mês eleitoral e recusou-se a apoiar qualquer partido, dando seus votos ao futuro governador da Virgínia, John B. Floyd, o Sul apoiou Jackson por ter implementado o Indian Removal Act, assim como por sua disposição a ceder ao assinar a Tarifa de 1832. Jackson venceu a eleição com uma vantagem esmagadora, recebendo 55% do voto popular e 219 votos eleitorais.

#### Remoção de depósitos e censura

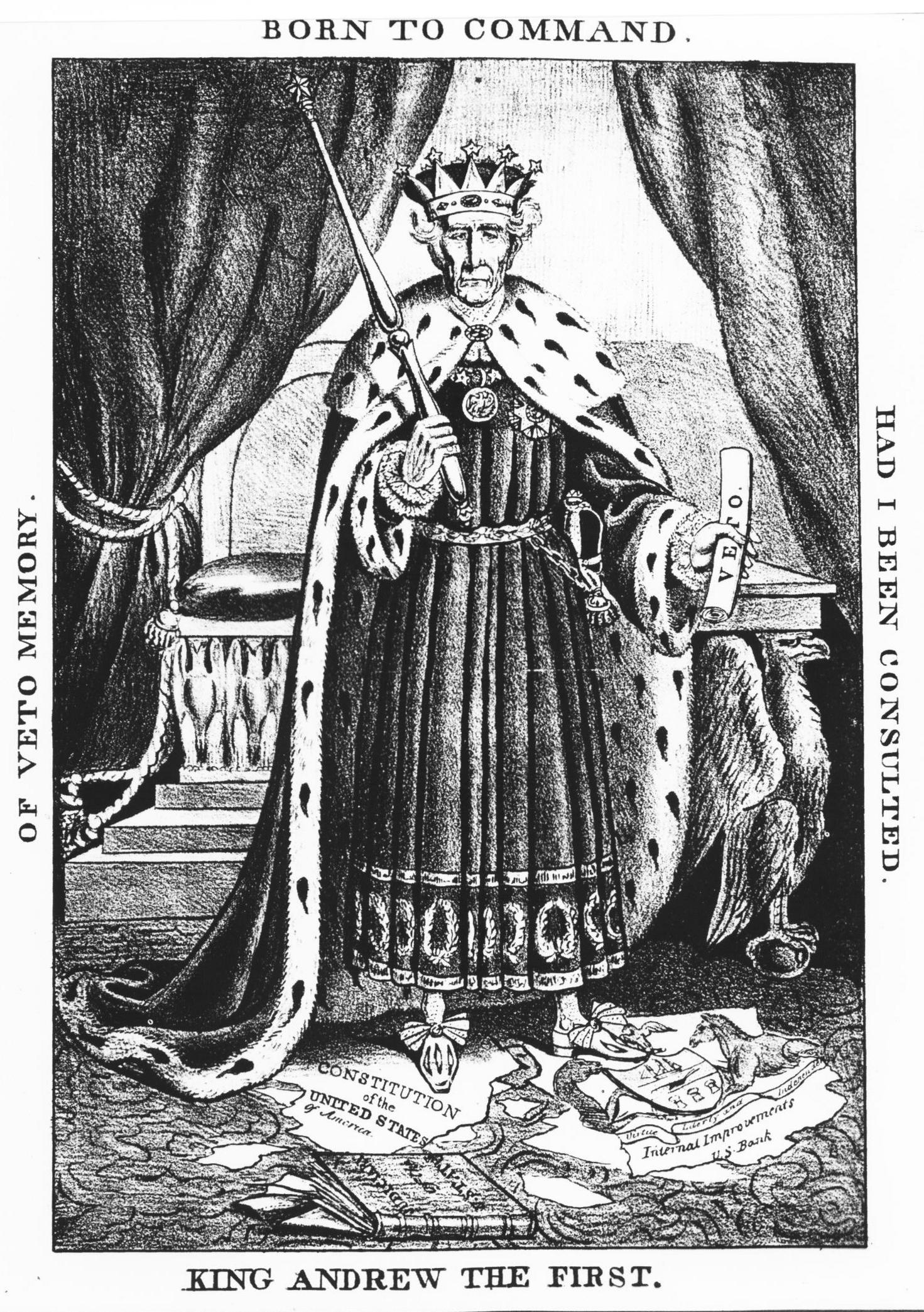
Caricatura litográfica do "Rei Andrew, o Primeiro", de um artista anônimo (c. 1832)

Jackson interpretou sua vitória como um sinal para continuar sua guerra contra o controle do Banco sobre a economia nacional. Em 1833, assinou uma ordem executiva encerrando o depósito de receitas do Tesouro no banco. Quando o secretário do Tesouro, McLane, recusou-se a executar a ordem, Jackson o substituiu por William J. Duane, que também se recusou. Jackson então nomeou Roger B. Taney como secretário interino para implementar sua política. Com a perda dos depósitos federais, o Banco teve que reduzir sua concessão de crédito. Biddle usou essa contração para gerar uma crise econômica na tentativa de fazer com que Jackson cedesse. Biddle escreveu: "Nada além da evidência de sofrimento amplo produzirá qualquer efeito no Congresso." A tentativa não obteve sucesso, a economia recuperou-se e Biddle foi responsabilizado pela recessão.
As ações de Jackson levaram seus opositores a formar o Partido Whig. Eles alegaram se opor à expansão do poder executivo de Jackson, chamando-o de "Rei Andrew, o Primeiro", e nomeando partido deles em homenagem aos Whigs ingleses, que se opuseram à monarquia britânica no século XVII. Em março de 1832, o Senado censurou Jackson por assumir indevidamente a autoridade do Departamento do Tesouro, quando este era de responsabilidade do Congresso, e recusou-se a confirmar a nomeação de Taney como secretário do Tesouro. Em abril, porém, a Câmara declarou que o estatuto do banco não deveria ser renovado. Em julho de 1836, o Banco não detinha mais quaisquer depósitos federais.
Jackson depositou os fundos federais em bancos estaduais amigáveis às políticas do governo, os quais os críticos chamavam de bancos de estimação. O número desses bancos estaduais mais que dobrou durante sua administração, e os padrões de investimento mudaram. O Banco, que tinha sido o agente fiscal do governo federal, investia pesadamente no comércio, financiando o comércio inter-regional e internacional. Os bancos estaduais eram mais receptivos aos governos locais e investiam no desenvolvimento de terras, na especulação imobiliária e em projetos de obras públicas estaduais. Apesar dos esforços do sucessor de Taney, Levi Woodbury, para controlá-los, os bancos de estimação expandiram os seus empréstimos, ajudando a criar um boom especulativo nos anos finais da administração de Jackson.
Em janeiro de 1835, Jackson pagou a dívida nacional, a única vez na história dos Estados Unidos em que isso foi feito. Ela foi paga por meio de receitas tarifárias, com o gerenciamento cuidadoso do financiamento federal de melhorias internas, como estradas e canais, e a venda de terras públicas. Entre 1834 e 1836, o governo teve um aumento sem precedentes nas vendas de terras: no seu pico em 1836, os lucros com essas operações foram de oito a doze vezes superiores aos de um ano normal. Durante a presidência de Jackson, 63 milhões de acres de terras públicas — aproximadamente o tamanho do estado de Oklahoma — foram vendidas. Depois que Jackson deixou a presidência em 1837, um Senado de maioria democrata eliminou a censura contra Jackson.

#### Pânico de 1837

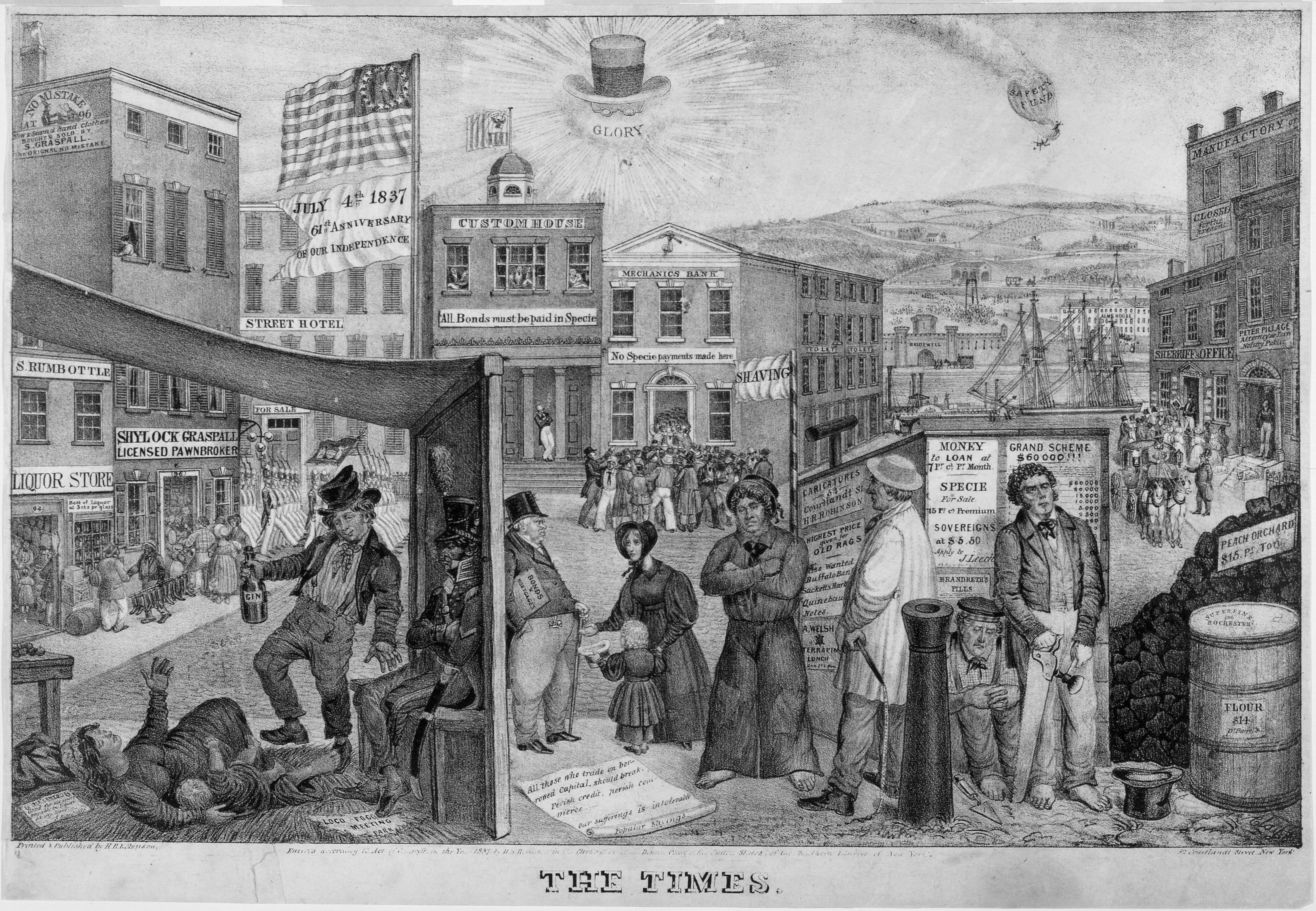
Caricatura litográfica do Pânico de 1837 publicada por HR Robinson (1837). Jackson é simbolizado pela "Glória" no céu com cartola, óculos e cachimbo

Apesar do boom económico que se seguiu à vitória de Jackson na disputa dos bancos, a especulação imobiliária no Oeste causou o Pânico de 1837. A transferência de dinheiro federal por Jackson para bancos estaduais em 1833 fez com que os bancos do Oeste relaxassem seus padrões de empréstimo; o Indian Removal Act disponibilizou grandes quantidades de terras para compra e especulação. Duas medidas de Jackson em 1836 contribuíram para o Pânico de 1837. Uma delas foi a ordem executiva Specie Circular, que determinava que as terras do Oeste só poderiam ser compradas com ouro ou prata. A lei pretendia estabilizar a economia, reduzindo a especulação sobre o crédito, mas resultou em uma fuga de ouro e prata dos bancos do Leste para os do Oeste, para responder às necessidades de financiamento das transações de terras. A outra foi o Deposit and Distribution Act, que transferia divisas federais de bancos estaduais do Leste para os do Oeste. Juntos, deixaram os bancos do Leste incapazes de pagar em espécie aos britânicos quando estes cancelaram seus empréstimos para resolver seus problemas econômicos no comércio internacional. O pânico levou a economia dos EUA a uma depressão que durou até 1841.

### Agressão física e tentativa de assassinato

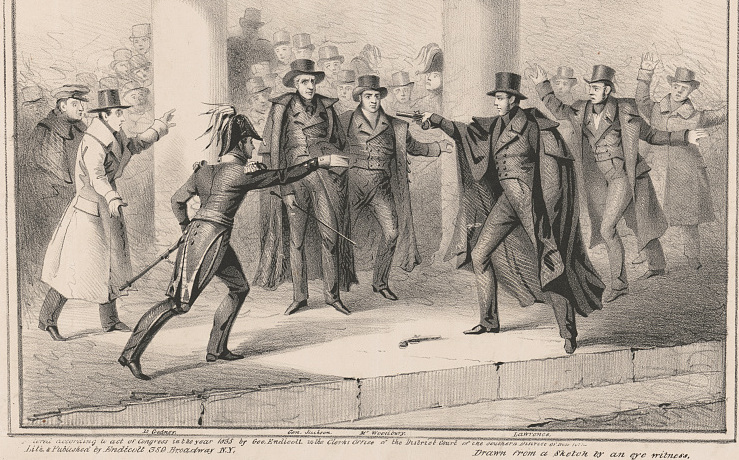
Litografia da tentativa de assassinato de Andrew Jackson publicada pela Endicott & Co (1835)

Jackson foi o primeiro presidente a ser agredido fisicamente e a sofrer uma tentativa de assassinato. Em 6 de maio de 1833, Robert B. Randolph golpeou com a mão o rosto de Jackson porque o presidente havia ordenado sua demissão da Marinha por peculato. Jackson não prestou queixas. Ao deixar o Capitólio dos Estados Unidos, no dia 30 de janeiro de 1835, Richard Lawrence, um pintor de paredes desempregado da Inglaterra, apontou em sua direção uma pistola, que falhou. Lawrence, então, sacou uma segunda pistola, que também falhou. Jackson atacou-o com sua bengala até que outros interviessem para conter Lawrence, que mais tarde foi considerado inocente, por motivo de insanidade, e internado.

### Escravidão
Durante a presidência de Jackson, a escravidão continuou a ser uma questão política. Embora as tropas federais tenham sido usadas para derrotar a rebelião de escravos de Nat Turner, em 1831, Jackson ordenou que elas fossem retiradas imediatamente depois, apesar da petição dos cidadãos locais que queriam sua permanência para proteção. Jackson considerava a questão muito divisiva para a nação e para as delicadas alianças do Partido Democrata, enquanto jornais governistas defendiam a exclusão da escravidão da política federal e sua discussão em nível estadual.
A visão de Jackson foi desafiada quando a Sociedade Antiesclavagista Americana se moveu formalmente a favor da abolição, enviando folhetos antiescravidão por meio do sistema postal para o Sul em 1835. Jackson condenou esses agitadores como "monstros" que deveriam pagar com as suas vidas, porque estariam tentando destruir a União ao encorajar o separatismo. O ato provocou tumultos em Charleston, e os sulistas pró-escravidão exigiram que o serviço postal proibisse a distribuição dos materiais. Para resolver o problema, Jackson autorizou que os folhetos pudessem ser enviados apenas a assinantes, cujos nomes poderiam ser publicamente responsabilizados. Em dezembro daquele ano, Jackson pediu ao Congresso que proibisse a circulação pelo Sul de "publicações incendiárias destinadas a instigar os escravos à insurreição".

### Política externa
A administração Jackson negociou com sucesso acordos comerciais com a Grã-Bretanha, a Espanha, a Rússia, o Império Otomano e o Sião. Em sua Primeira Mensagem Anual ao Congresso, ele abordou as questões de indenizações por espoliação e demandas de compensação pela captura de navios e marinheiros americanos por nações estrangeiras durante as Guerras Napoleônicas. Usando uma combinação de arrogância e tato, ele resolveu com sucesso essas reivindicações com a Dinamarca, Portugal e Espanha, mas teve dificuldade em cobrá-las da França, que não estava disposta a pagar uma indenização acordada em um tratado anterior. Jackson pediu ao Congresso em 1834 que autorizasse represálias contra propriedades francesas, caso o país não fizesse o pagamento, e que se armasse para a defesa. Em resposta, a França colocou sua frota caribenha em prontidão para a guerra. Ambos os lados queriam evitar um conflito, mas os franceses solicitavam por um pedido de desculpas pela beligerância de Jackson. Em sua Mensagem Anual ao Congresso de 1835, Jackson afirmou que se recusava a pedir desculpas, mas disse que não pretendia "ameaçar ou insultar o governo da França". Os franceses, amenizados, concordaram em pagar 5 milhões de dólares (equivalentes a cerca de 140 milhões de dólares em 2022) para resolver as demandas.
Desde o início da década de 1820, um grande número de americanos emigrava para o Texas, um território da nação recém-independente do México. Já em 1824, Jackson havia demonstrado o desejo de adquirir a região para os Estados Unidos. Em 1829, ele tentou comprá-la, mas o México não quis vendê-la. Em 1830, havia duas vezes mais colonos americanos do que mexicanos, o que levou a tensões com o governo do México, que, por sua vez, resultaram na Revolução do Texas. Durante o conflito, Jackson permitiu, secretamente, que os colonos obtivessem armas e dinheiro dos Estados Unidos. Eles derrotaram os militares mexicanos em abril de 1836 e, logo depois, declararam a região um país independente, a República do Texas. A nova República pediu a Jackson que a reconhecesse e a anexasse. Embora Jackson quisesse fazê-lo, ele estava hesitante, porque não tinha certeza de que ela poderia manter-se independente do México. Ele também estava preocupado porque o Texas havia legalizado a escravidão, uma questão que poderia dividir os democratas durante as eleições de 1836. Jackson reconheceu a República do Texas no último dia completo de sua presidência, 3 de março de 1837.

### Nomeações judiciais
Jackson nomeou seis juízes para a Suprema Corte. A maioria não se destacava. Jackson nomeou Roger B. Taney em janeiro de 1835 para o Tribunal em recompensa por seus serviços, mas a nomeação não obteve a aprovação do Senado. Quando o Chefe de Justiça Marshall morreu em 1835, Jackson nomeou Taney para o cargo; ele foi confirmado pelo novo Senado, servindo até 1864. Ele teve uma carreira vista como respeitável no tribunal, mas é mais lembrado por sua decisão no caso Dred Scott v. Sandford.

### Estados admitidos na União
Dois novos estados tornaram-se parte da União durante a presidência de Jackson: Arkansas (15 de junho de 1836) e Michigan (26 de janeiro de 1837). Ambos os estados aumentaram o poder democrata no Congresso e ajudaram Van Buren a ser eleito presidente em 1836, já que os novos estados tendiam a apoiar o partido que mais fez para admiti-los.

## Vida posterior e morte (1837–1845)

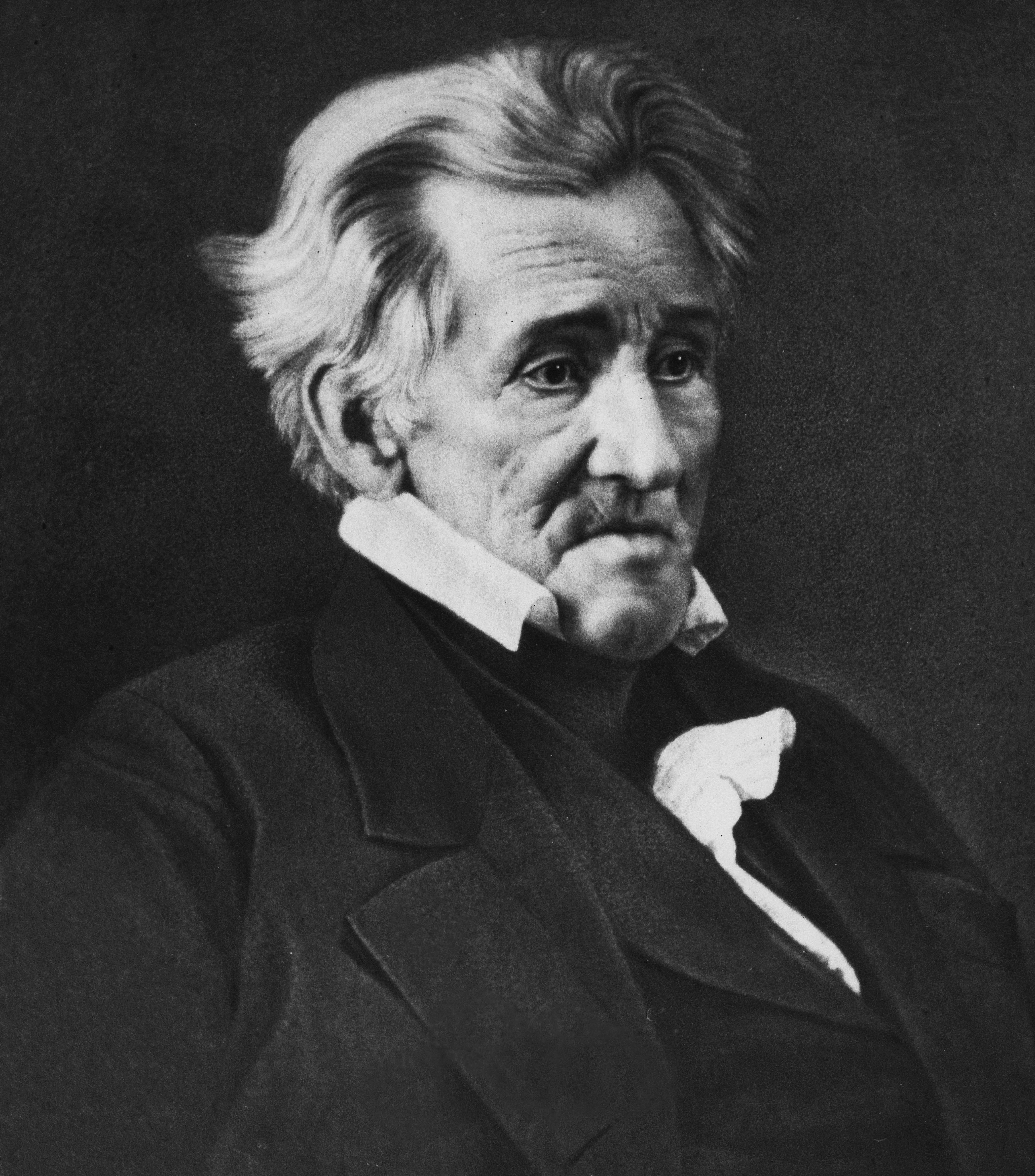
Gravura a meia-tinta de Jackson (1845)

Em 1837, Jackson retirou-se para Hermitage e imediatamente começou a colocar seus negócios em ordem, pois haviam sido mal administrados em sua ausência. Embora estivesse com a saúde debilitada e tivesse perdido parte de sua popularidade por ter sido responsabilizado pelo Pânico de 1837, ele permaneceu influente na política nacional e estadual.
Jackson defendia o sistema de Indepedent Treasury (Tesouro independente) como solução para o pânico, no qual este manteria os saldos monetários do governo na forma de ouro ou prata e seria impedido de imprimir papel-moeda para evitar pressões inflacionárias. Esse sistema foi implementado em 1846. A recessão continuou e Van Buren tornou-se impopular. O Partido Whig nomeou o herói de guerra William Henry Harrison e o ex-democrata John Tyler para as eleições presidenciais de 1840. Eles usaram um estilo de campanha semelhante ao dos democratas: Van Buren foi retratado como um aristocrata insensível, enquanto o histórico de guerra de Harrison foi glorificado e ele foi retratado como um homem do povo. Jackson, lealmente, fez campanha por Van Buren no Tennessee. Ele defendeu James K. Polk como candidato a vice-presidente, mas nenhum candidato para esse cargo foi escolhido.
Para o desalento de Jackson, Harrison venceu as eleições de 1840, com os Whigs conquistando a maioria em ambas as casas do Congresso. Harrison morreu um mês após o início de seu mandato e foi substituído por Tyler. Jackson animou-se, pois Tyler não estava vinculado à lealdade partidária. Tyler irritou os Whigs em 1841, quando vetou dois projetos de lei defendidos por eles para estabelecer um novo banco nacional. Jackson e outros democratas elogiaram-no, mas todo o gabinete de Tyler, exceto Daniel Webster, renunciou.

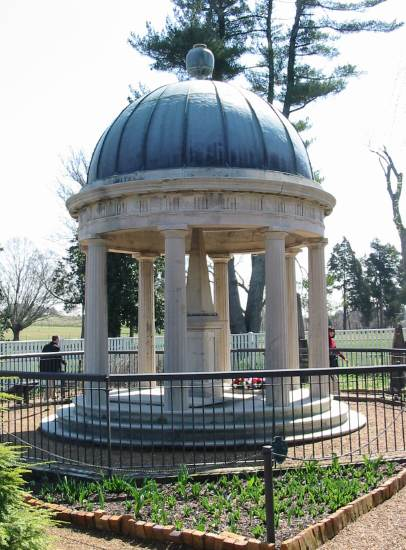
O túmulo de Andrew e Rachel Jackson no Hermitage, projetado por David Morrison (1832)

Jackson fez lobby pela anexação do Texas, insistindo que este pertencia aos Estados Unidos como parte da Compra da Louisiana. Ele acreditava que a anexação causaria divisão nacional sobre a escravidão, mas temia que os britânicos pudessem usar o Texas como base para ameaçar os EUA. Jackson escreveu várias cartas ao presidente do Texas, Sam Houston, instando-o a esperar que o Senado aprovasse a anexação e explicando o quanto o Texas se beneficiaria ao ser parte dos Estados Unidos. Tyler assinou um tratado de anexação em abril de 1844, mas ele foi associado à expansão da escravidão e não foi ratificado. Henry Clay, o candidato Whig para as eleições presidenciais de 1844, e Van Buren, o candidato preferido de Jackson para o Partido Democrata, se opuseram à anexação. Decepcionado com Van Bueren, Jackson convenceu Polk, que antes seria candidato à vice-presidência, a concorrer nas primárias do Partido Democrata. Polk derrotou Van Buren na disputa pela nomeação, e Jackson convenceu Tyler a não concorrer para a reeleição como independente, trazendo-o de volta ao Partido Democrata. Polk venceu a eleição, e o Senado aprovou um projeto de lei para anexar o Texas, que foi assinado em 1º de março de 1845.
Jackson morreu de hidropisia, tuberculose e insuficiência cardíaca aos 78 anos de idade em 8 de junho de 1845. Ele estava cercado por familiares e amigos em seu leito de morte, e suas últimas palavras foram: “Oh, não chore. Sejam bons filhos e todos nos encontraremos no céu." Ele foi enterrado no mesmo túmulo que sua esposa Rachel.

## Vida pessoal

### Família

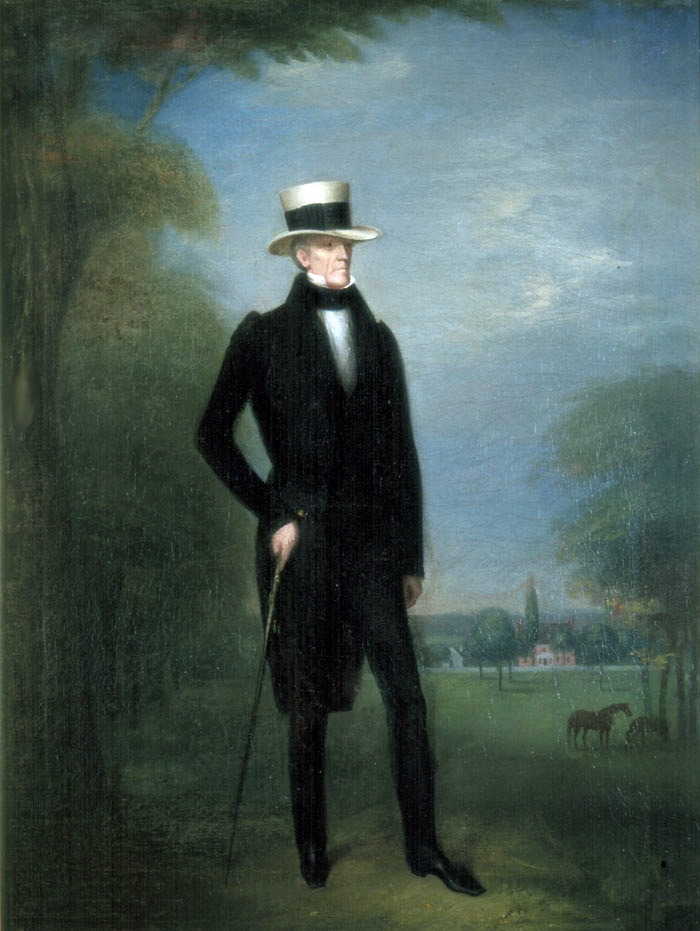
Jackson como um cavalheiro do Tennessee por Ralph EW Earl (c. 1831, Hermitage, Tennessee)

Jackson e Rachel não tiveram filhos, mas adotaram Andrew Jackson Jr., filho do falecido irmão de Rachel, Severn Donelson. Os Jacksons atuaram como guardiões dos outros filhos de Donelson: John Samuel, Daniel Smith e Andrew Jackson. Eles também eram guardiões de Andrew Jackson Hutchings, sobrinho-neto órfão de Rachel, e dos filhos órfãos de seu amigo Edward Butler: Caroline, Eliza, Edward e Anthony, que viveram com os Jackson depois que seu pai morreu. Jackson também tinha três filhos Creek morando com eles: Lyncoya, um órfão que Jackson adotou após a Batalha de Tallushatchee, e dois meninos que eles chamaram de Theodore e Charley.
Pela única vez na história dos EUA, duas mulheres atuaram simultaneamente como primeira-damas não oficiais do viúvo Jackson. A sobrinha de Rachel, Emily Donelson, era casada com Andrew Jackson Donelson (que atuou como secretário particular de Jackson), e trabalhou como anfitriã na Casa Branca. O presidente e Emily separaram-se por mais de um ano durante o caso Petticoat, mas eventualmente se reconciliaram e ela retomou suas funções como anfitriã da Casa Branca. Sarah Yorke Jackson, esposa de Andrew Jackson Jr., tornou-se co-anfitriã da Casa Branca em 1834 e assumiu a função exclusivamente depois que Emily morreu de tuberculose em 1836.

### Temperamento
Jackson tinha a reputação de ser mal-humorado e violento, o que aterrorizava seus oponentes. Ele era capaz de usar seu temperamento estrategicamente para conseguir o que queria. Ele poderia mantê-lo sob controle quando necessário: seu comportamento foi amigável e educado quando foi a Washington como senador durante a campanha que antecedeu a eleição de 1824. Segundo Van Buren, ele permaneceu calmo em momentos de dificuldade e tomou suas decisões de forma deliberada.
Ele tinha a tendência de levar as coisas para o lado pessoal. Se alguém o opusesse, ele muitas vezes ficava obcecado em esmagá-lo. Por exemplo, no último dia de sua presidência, Jackson declarou que tinha apenas dois arrependimentos: "não ter enforcado Henry Clay ou atirado em John C. Calhoun. Ele também tinha um forte senso de lealdade. Ele considerava as ameaças aos amigos como ameaças a si mesmo, mas exigia em troca uma lealdade inquestionável.
Jackson era autoconfiante, sem projetar um senso de importância a si mesmo. Essa autoconfiança deu-lhe a capacidade de perseverar diante das adversidades. Assim que decidisse um plano de ação, ele o seguiria. Sua reputação de ser temperamental e confiante funcionou a seu favor; enganou os oponentes, que o viram como simples e direto, subestimando frequentemente a sua astúcia política.

### Fé religiosa
Em 1838, Jackson tornou-se membro oficial da Primeira Igreja Presbiteriana em Nashville. Tanto sua mãe quanto sua esposa foram presbiterianas devotas durante toda a vida, mas Jackson afirmou que adiou a entrada oficial na igreja até depois de sua aposentadoria para evitar acusações de que o tivesse feito por razões políticas.

## Legado

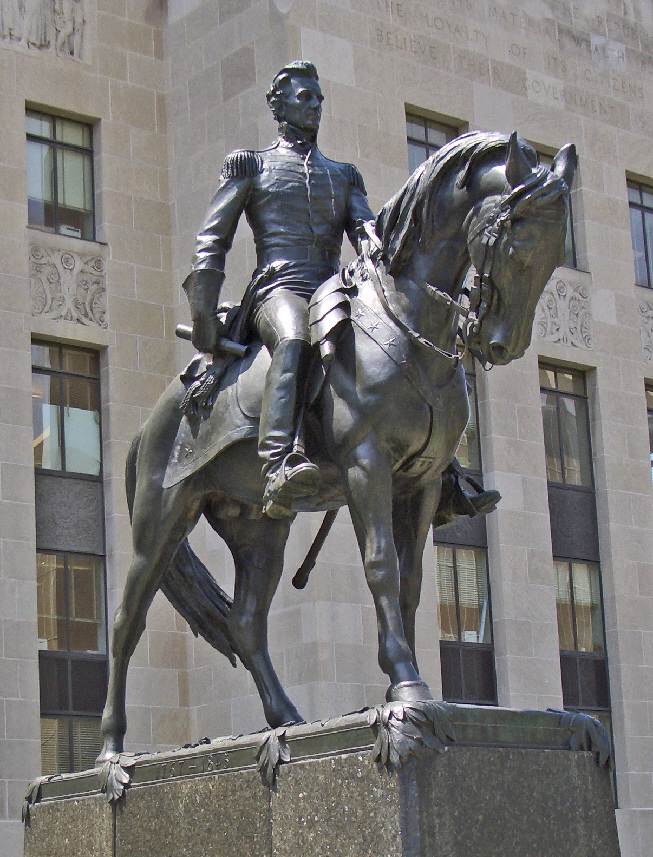
Estátua equestre de Jackson por Charles Keck em frente ao Tribunal do Condado de Jackson, Kansas City, Missouri (1934). Encomendado pelo juiz Harry S. Truman

O legado de Jackson é controverso e polarizado. O contemporâneo de Jackson, Alexis de Tocqueville, o descreveu como o porta-voz da maioria e de suas paixões. Ele foi descrito várias vezes como um homem da fronteira que personifica a independência do Oeste americano, um proprietário de escravos membro da nobreza rural sulista, e um populista que promoveu a fé na sabedoria do cidadão comum. Ele foi representado como um estadista que avançou substancialmente o espírito da democracia e defendeu os fundamentos do constitucionalismo americano, e também como um demagogo autocrático que esmagava a oposição política e desprezava a lei.
Na década de 1920, a ascensão de Jackson ao poder passou a ser associada à ideia do "homem comum". Esta ideia definiu a época como uma rejeição populista das elites sociais e uma reivindicação do valor de cada pessoa, independente de classe e status. Jackson era visto como sua personificação, um indivíduo livre de restrições sociais que pode realizar grandes coisas. Em 1945, o influente Age of Jackson de Arthur M. Schlesinger Jr. redefiniu o legado de Jackson por meio das lentes do New Deal de Franklin D. Roosevelt, descrevendo o homem comum como um membro da classe trabalhadora lutando contra exploração por empresas.
No século XXI, o Indian Removal Act de Jackson foi descrito como limpeza étnica. Para atingir o objetivo de separar os nativos americanos dos brancos, força coercitiva, como ameaças e subornos, foi usada para efetuar a remoção, e, quando houve resistência, houve uso de força militar não autorizada,  como no caso da Segunda Guerra Seminole. Seu papel na destruição de longo prazo das sociedades nativas americanas e das suas culturas continua a ser debatido.
Seu legado foi usado de várias maneiras por presidentes posteriores. Abraham Lincoln fez referência às ideias de Jackson ao negociar os desafios à União que enfrentou durante 1861, incluindo a compreensão de Jackson da constituição durante a crise de anulação e o direito do presidente de interpretar a constituição. Franklin D. Roosevelt usou Jackson para redefinir o Partido Democrata, descrevendo-o como um defensor dos explorados e oprimidos e como um lutador pela justiça social e pelos direitos humanos. Donald Trump usou o legado de Jackson para se apresentar como o presidente do homem comum, elogiando Jackson por salvar o país de uma aristocracia em ascensão e proteger os trabalhadores americanos com uma tarifa. Em 2016, a administração do presidente Barack Obama anunciou que estava removendo o retrato de Jackson da nota de 20 dólares e substituindo-o por um de Harriet Tubman. Embora o plano tenha sido suspenso durante a presidência de Trump, a administração do presidente Joe Biden o retomou em 2021.
Jackson costuma ser bem avaliado como presidente, mas sua reputação está decaindo. Seu legado contraditório é mostrado nas pesquisas de opinião. Uma pesquisa de 2014 com cientistas políticos classificou Jackson como o nono presidente com melhor classificação, mas o terceiro mais polarizador. Ele também foi classificado como o terceiro presidente mais superestimado. Em uma pesquisa do canal de televisão C-SPAN, Jackson foi classificado em 13º em 2009, 18º em 2017 e 22º em 2021.

## Escritos
- Feller; Coens; Moss; Moser; Alexander; Smith; Owsley; Hoth; Hoemann, eds. (1980–2019). The Papers of Andrew Jackson. [S.l.]: University of Tennessee (11 volumes até hoje; 17 volumes previstos). Projeto em andamento para publicar todos artigos de Jackson
  - Vol. Eu, (1770-1803) ; Vol. II, (1804–1813) ; Vol. III, (1814–1815) ; Vol. IV, (1816–1820) ; Vol. V, (1821–1824) ; Vol. VI, (1825–1828) ; Vol. VII, (1829) ; Vol. VIII, (1830) ; Vol. IX, (1831) ; Vol. X, (1832) ; Vol. XI, (1833)
- Bassett, John S., ed. (1926–1935). Correspondence of Andrew Jackson. [S.l.]: Carnegie Institution. (7 volumes; 2 disponíveis online).
  - Vol III, (1820-1828); Vol IV, (1829-1832).
- Richardson, James D., ed. (1897). «Andrew Jackson». Compilation of the Messages and Papers of the Presidents. III. [S.l.]: Bureau of National Literature and Art. pp. 996–1359. Republicação das principais mensagens de Jackson.

### Biografias
- Brands, H. W. (2005). Andrew Jackson: His Life and Times. New York, NY: Knopf Doubleday Publishing Group. ISBN 978-1-4000-3072-9. OCLC 1285478081
- Brown, David S. (2022). The Primeiro Populist: The Defiant Life of Andrew Jackson. New York, NY: Simon & Schuster. ISBN 978-1-9821-9109-2. OCLC 1303813425
- Latner, Richard B. (2002). «Andrew Jackson». In:  Graff, Henry. The Presidents: A Reference History 3 ed. New York, NY: Charles Scribner's Sons. pp. 106–127. ISBN 978-0-684-31226-2. OCLC 49029341
- Meacham, Jon (2008). American Lion: Andrew Jackson in the White House. New York, NY: Random House Publishing Group. ISBN 978-0-8129-7346-4. OCLC 1145796050
- Remini, Robert V. (1977). Andrew Jackson and the Course of American Empire, 1767–1821. New York, NY: Harper & Row Publicados, Inc. ISBN 978-0-8018-5912-0. OCLC 1145801830
- Remini, Robert V. (1981). Andrew Jackson and the Course of American Freedom, 1822–1832. New York, NY: Harper & Row Publicados, Inc. ISBN 978-0-8018-5913-7. OCLC 1145807972
- Remini, Robert V. (1984). Andrew Jackson and the Course of American Democracy, 1833–1845. New York, NY: Harper & Row Publicados, Inc. ISBN 978-0-8018-5913-7. OCLC 1285459723
- Wilentz, Sean (2005). Andrew Jackson. New York, NY: Henry Holt and Company. ISBN 978-0-8050-6925-9. OCLC 863515036

### Livros
- Adams, Sean P. (2013). «Introduction: The President and his Era». In:  Adams, Sean P. A Companion to the Era of Andrew Jackson. [S.l.]: Wiley. pp. 1–11. ISBN 9781444335415. OCLC 1152040405
- Aptheker, Herbert (1974) [1943]. «The Turner Cataclysm and Some Repercussionsapc». American Negro Slave Revolts. [S.l.]: International Publicados. pp. 293–394. ISBN 9780717800032. OCLC 1028031914
- Baptist, Edward E. (2016). The Half has Never Been Told: Slavery and the Making of American Capitalism. New York, NY: Basic Books. ISBN 978-0-465-00296-2. OCLC 1302085747
- Booraem, Hendrik (2001). Young Hickory: The Making of Andrew Jackson. Lanham, MD: Taylor Trade Publishing. ISBN 978-0-8783-3263-2
- Boller, Paul F. Jr. (2004). Presidential Campaigns: From George Washington to George W. Bush. New York, NY: Oxford University Press. ISBN 978-0-19516-716-0. OCLC 1285570008
- Borneman, Walter R. (2008). Polk: The Man Who Transformed the Presidency and America. New York, NY: Random House. ISBN 978-1-4000-6560-8. OCLC 1150943134
- Brands, Henry W. (2008). Traitor to his Class: The Privileged Life and radical Presidency of Franklin Delano Roosevelt. [S.l.]: Doubleday. ISBN 9780385519588. OCLC 759509803
- Breen, Patrick H. (2015). The Land Shall be Deluged in Blood : A New History of the Nat Turner Revolt. [S.l.]: Oxford University Press. ISBN 9780199828005. OCLC 929856251
- Burstein, Andrew (2003). The Passions of Andrew Jackson. [S.l.]: Knopf. ISBN 0375714049. OCLC 1225864865
- Cheathem, Mark R. (2013). «"The Shape of Democracy": Historical Interpretations of Jacksonian Democracy». In:  McKnight, Brian D.; Humphreys, James S. Interpreting American History: The Age of Andrew Jackson. [S.l.]: Kent State University Press. pp. 1–21. ISBN 9781606350980. OCLC 700709151
- Cheathem, Mark R. (2014). Andrew Jackson: Southerner (Ebook). [S.l.]: LSU Press. ISBN 9780807151006. OCLC 858995561
- Clark, Thomas D.; Guice, John D. W. (1996). The Old Southwest, 1765–1830: Frontiers in conflict. [S.l.]: University of Oklahoma Press. ISBN 9780806128368. OCLC 1285743152
- Durham, Walter T. (1990). Before Tennessee: the Southwest Territory, 1790–1796: a narrative history of the Territory of the United States South of the River Ohio. Piney Flats, TN: Rocky Mount Historical Association. ISBN 978-0-9678-3071-1
- Ellis, Richard E. (1974). «Andrew Jackson:1829-1837». In:  Woodward, C. Vann. Responses of the Presidents to Charges of Misconduct. [S.l.]: Dell. pp. 51–656. OCLC 1036817744
- Ellis, Richard E. (1989). The Union at Risk: Jacksonian Democracy, States' Rights, and the Nullification Crisis. [S.l.]: Oxford University Press. ISBN 9780195345155. OCLC 655900280
- Feerick, John D. (1965). From Failing Hands: the Story of Presidential Succession. New York City: Fordham University Press
- Fish, Carl R. (1927). The Rise of the Common Man 1830–1850. [S.l.]: MacMillian. OCLC 1151151619
- Freehling, William (1966). Prelude to Civil War: The Nullification Controversy in South Carolina, 1816–1836. Oxford: Oxford University Press. ISBN 9780195076813. OCLC 1151067281
- Garrison, Tim Allen (2002). The Legal Ideology of Removal: The Southern Judiciary and the Sovereignty of Native American Nations. Athens, GA: University of Georgia Press. ISBN 978-0-8203-3417-2. OCLC 53956489
- Gatell, Frank Otto (1967). The Jacksonians and the Money Power. [S.l.]: Chicago, Rand McNally. OCLC 651767466
- Gilo-Whitaker, Dina (2019). As Long as Grass Grows: The Indigenous Fight for Environmental Justice, from Colonization to Standing Rock. [S.l.]: Beacon Press. ISBN 9780807073780. OCLC 1044542033
- Greeley, Horace (1864). The American Conflict: A History of the Great Rebellion in the United States of America, 1860-64. It's Causes, Incidents and Results. [S.l.]: O. D. Case and Company
- Gullan, Harold I. (2004). «Dramatic Departure: Andrew Jackson Sr., Abraham Van Buren». Primeiro fathers: the men who inspired our Presidents. Hoboken, NJ: John Wiley & Sons. ISBN 978-0-471-46597-3. OCLC 53090968
- Hammond, Bray (1957). Banks and Politics in America from the Revolution to the Civil War. Princeton, NJ: Princeton University Press. OCLC 1147712456
- Hickey, Donald R. (1989). The War of 1812: A Forgotten Conflict. [S.l.]: University of Illinois Press. ISBN 0252060598. OCLC 1036973138
- Howe, Daniel Walker (2007). What Hath God Wrought: the Transformation of America, 1815–1848. Oxford, NY: Oxford University Press. ISBN 978-0-19-974379-7. OCLC 646814186
- Kakel, Carroll (2011). The American West and the Nazi East: A Comparative and Interpretive Perspective. [S.l.]: Palgrave Macmillan. ISBN 9780230307063. OCLC 743799760
- Lane, Carl (2014). A Nation Wholly Free: The Elimination of the National Debt in the Age of Jackson. [S.l.]: Westholme. ISBN 9781594162091. OCLC 1150853554
- Lansford, Tom1; Woods, Thomas E., eds. (2008). Exploring American History: From Colonial Times to 1877. 10. New York: Marshall Cavendish. ISBN 978-0-7614-7758-7
- Lynn, John A. (2019). Another Kind of War: The Nature and History of Terrorism. [S.l.]: Yale University Press. ISBN 9780300189988. OCLC 1107042059
- Mahon, John K. (1962). «The Treaty of Moultrie Creek, 1823». The Florida Historical Quarterly. 40 (4): 350–372. JSTOR 30139875
- Marszalek, John F. (1997). The Petticoat Affair: Manners, Mutiny, and Sex in Andrew Jackson's White House. [S.l.]: Free Press. ISBN 0684828014. OCLC 36767691
- McCormick, Richard p. (2002). «William Henry Harrison and John Tyler». In:  Graff, Henry. The Presidents: A Reference History 3 ed. New York, NY: Charles Scribner's Sons. pp. 106–127. ISBN 978-0-684-31226-2. OCLC 49029341
- McGrane, Reginald C. (1965). The Panic of 1837. [S.l.]: University of Chicago Press. OCLC 1150938709
- Meyers, Marvin (1960). The Jacksonian Persuasion: Politics & Belief. [S.l.]: Vintage Books. OCLC 1035884705
- Missall, John; Missall, Mary Lou (2004). The Seminole Wars: America's Longest Indian Conflict. [S.l.]: University Press of Florida. ISBN 0813027152. OCLC 1256504949
- Moser, Harold D.; Macpherson, Sharon, eds. (1984). The Papers of Andrew Jackson, Volume II, 1804–1813. [S.l.]: University of Tennessee Press. Consultado em 25 de maio de 2022
- Moser, Harold D.; Hoth, David R.; Macpherson, Sharon; Reinbold, John H., eds. (1991). The Papers of Andrew Jackson, Volume III, 1814–1815. [S.l.]: University of Tennessee Press. p. 35. Consultado em 25 de maio de 2022. I have not heard whether Genl Coffee has taken on to him little Lyncoya-I have got another Pett-given to me by the chief Jame Fife, ... [The Indian children were probably Theodore and Charley.]
- Murphy, Sharon A. (2013). «The Myth and Reality of andrew Jackson's Rise in the Election of 1824». In:  Adams, Sean P. A Companion to the Era of Andrew Jackson. [S.l.]: Wiley. pp. 260–279. ISBN 9781444335415. OCLC 1152040405
- Nester, William R. (2013). The Age of Jackson and the Art of Power. [S.l.]: Potomac Books. ISBN 9781612346052. OCLC 857769985
- Niven, John (1988). John C. Calhoun and the Price of Union: A Biography. Baton Rouge, LA: LSU Press. ISBN 978-0-8071-1858-0. OCLC 1035889000
- Nowlan, Robert A. (2012). The American Presidents, Washington to Tyler. Jefferson, NC: McFarland Publishing. ISBN 978-0-7864-6336-7. OCLC 692291434
- Ogg, Frederic Austin (1919). The Reign of Andrew Jackson; Vol. 20, Chronicles of America Series. New Haven, CT: Yale University Press. OCLC 928924919
- Olson, James Stuart (2002).  Robert L. Shadle, ed. Encyclopedia of the Industrial Revolution in America. Westport, CT: Greenwood Press. ISBN 978-0-313-30830-7. OCLC 1033573148
- Owsley, Frank Lawrence Jr. (1981). Struggle for the Gulf Borderlands: The Creek War and the Battle of New Orleans, 1812-1815. [S.l.]: University Presses of Florida. ISBN 0813006627. OCLC 1151350587
- Ostler, Jeffrey (2019). Surviving Genocide. [S.l.]: Yale University Press. ISBN 978-0-300-24526-4. OCLC 1099434736
- Parins, James W.; Littlefield, Daniel F. (2011). «Introduction». In:  Parins, James W.; Littlefield, Daniel F. Encyclopedia of American Indian Removal [2 Volumes]. [S.l.]: ABC-CLIO. ISBN 9780313360428. OCLC 720586004
- Remini, Robert V. (1990). The Legacy of Andrew Jackson: Essays on Democracy, Indian Removal, and Slavery. [S.l.]: Louisiana State University Press. ISBN 9780807116425. OCLC 1200479832
- Rogin, Michael P. (1975). Fathers and Children: Andrew Jackson and the Subjugation of the American Indian. [S.l.]: Knopf. ISBN 0394482042. OCLC 1034678255
- Sabato, Larry; O'Connor, Karen (2002). American Government: Continuity and Change. New York: Pearson Longman. ISBN 978-0-321-31711-7. OCLC 1028046888
- Satz, Ronald N. (1974). American Indian Policy in the Jacksonian Era. [S.l.]: University of Nebraska. ISBN 9780803208230
- Schlesinger, Arthur M. Jr. (1945). The Age of Jackson. [S.l.]: Little, Brown and Company. ISBN 9780316773430. OCLC 1024176654
- Schwartz, Bernard (1993). A History of the Supreme Court. New York, NY: Oxford University Press. ISBN 978-0-19-509387-2. OCLC 1035668728
- Temin, Peter (1969). Jacksonian Economy. [S.l.]: Norton. OCLC 1150111725
- Turner, Frederick Jackson (1920). The Frontier in American History. [S.l.]: Henry Holt. OCLC 1045610195
- Unger, Harlow G. (2012). John Quincy Adams. [S.l.]: De Capo. ISBN 9780306822650. OCLC 1035758771
- Van Deusen, Glyndon G. (1963). The Jacksonian Era, 1828-1848. [S.l.]: Harper & Row. ISBN 9780061330285. OCLC 1176180758
- Wallace, Anthony F. C. (1993). The Long, Bitter Trail: Andrew Jackson and the Indians. [S.l.]: Hill and Wang. ISBN 9780809066315. OCLC 1150209732
- Ward, John. W. (1962). «The Age of the Common Man». In:  Higham, John. The Reconstruction of American History. [S.l.]: Hutchison. pp. 82–97. OCLC 1151080132

### Artigos científicos e dissertações
- Anderson, Gary Clayton (2016). «The Native Peoples of the American West: Genocide or Ethnic Cleansing?». Oxford University Press. Western Historical Quarterly. 47 (4): 416. ISSN 0043-3810. JSTOR 26782720. doi:10.1093/whq/whw126
- Bergeron, Paul H. (1976). «The nullification controversy revisited». Tennessee Historical Quarterly. 35 (3): 263–275. JSTOR 42623589
- Berutti, Ronald A. (1992). «The Cherokee Cases: The Fight to Save the Supreme Court and the Cherokee Indians». American Indian Law Review. 17 (1): 291–308. JSTOR 20068726. doi:10.2307/20068726
- Brogdon, Matthew S. (2011). «Defending the Union: Andrew Jackson's Nullifaction Proclamation and American federalism». Review of Politics. 73 (2): 245–273. JSTOR 42623589. doi:10.1017/S0034670511000064
- Campbell, Stephen W. (2016). «Funding the Bank War: Nicholas Biddle and the public relations campaign to recharter the second bank of the U.S., 1828–1832». American Nineteenth Century History. 17 (3): 279–299. doi:10.1080/14664658.2016.1230930
- Cave, Alfred A. (2003). «Abuse of Power: Andrew Jackson and the Indian Removal Act of 1830». The Historian. 65 (6): 1330–1353. JSTOR 2205966. doi:10.2307/2205966
- Cheathem, Mark R. (2011). «Andrew Jackson, Slavery, and Historians» (PDF). History Compass. 9 (4): 326–338. ISSN 1478-0542. doi:10.1111/j.1478-0542.2011.00763.x. Cópia arquivada (PDF) em 12 de outubro de 2022
- Cheathem, Mark (2014). «Frontiersman or Southern Gentleman? Newspaper Coverage of Andrew Jackson during the 1828 Presidential Campaign». The Readex Report. 9 (3). Cópia arquivada em 12 de janeiro de 2015
- Carson, James T. (2008). «"The obituary of nations": Ethnic cleansing, memory, and the origins of the Old South». Southern Culture. 14 (4): 6–31. JSTOR 26391777. doi:10.1353/scu.0.0026
- Clifton, Frances (1952). «John Overton as Andrew Jackson's friend». Tennessee Historical Quarterly. 11 (1): 23–40. JSTOR 42621095
- Cole, Donald B. (1986). «Review: The Age of Jackson: After Forty Anos». Reviews in American History. 14 (1): 149–159. JSTOR 2702131. doi:10.2307/2702131
- Cole, Donald P. (1997). «A yankee in Kentucky: The early anos of Amos Kendall, 1789–1828». Proceedings of the Massachusetts Historical Society. Third Series. 109 (1): 24–36. JSTOR 25081127
- Davis, Ethan (2010). «An administrative Trail of Tears: Indian removal». The American Journal of Legal History. 50 (1): 1330–1353. JSTOR 2205966. doi:10.2307/2205966
- Davis, Karl (2002). «"Remember Fort Mims": Reinterpeting the origins of the Creek War». Journal of the Early Republic. 22 (4): 611–636. JSTOR 3124760. doi:10.2307/3124760
- Ericson, David F. (1995). «The nullification crisis, American republicanism, and the Force Bill debate». Journal of Southern History. 81 (2): 249–270. JSTOR 2211577. doi:10.2307/2211577
- Friedrich, Carl Joachim (1937). «The rise and decline of the spoils tradition». The Annals of the American Academy of Political and Social Science. 189: 10–16. JSTOR 1019439. doi:10.1177/000271623718900103
- Gammon, Samuel G. (1922). The Presidential Campaign of 1832 (Tese). Johns Hopkins University. OCLC 1050835838
- Gatell, Frank O. (1964). «Spoils of the Bank War: Political Bias in the Selection of Pet Banks». The American Historical Review. 70 (1): 35–58. JSTOR 1842097. doi:10.2307/1842097
- Gilman, Stuart C. (1995). «Presidential Ethics and the Ethics of the Presidency». The Annals of the American Academy of Political and Social Science. 537: 58–75. JSTOR 1047754. doi:10.1177/0002716295537000006
- Haveman, Christopher D. (2009). The Removal of the Creek Indians from the Southeast, 1825–1838 (PDF) (PhD). Auburn University. Cópia arquivada (PDF) em 26 de setembro de 2022
- Heidler, David S. (1993). «The politics of national aggression: Congress and the Primeiro Seminole War». Journal of the Early Republic. 13 (4): 501–530. JSTOR 3124558. doi:10.2307/3124558
- Henig, Gerald S. (1969). «The Jacksonian attitude toward Abolitionism». Tennessee Historical Quarterly. 28 (1): 42–56. JSTOR 1901307
- Howell, William Huntting (2010). «"Read, Pause, and Reflect!!"». Journal of the Early Republic. 30 (2): 293–300. JSTOR 40662272. doi:10.1353/jer.0.0149
- Jackson, Carlton (1966). «The internal improvement vetoes of Andrew Jackson». Tennessee Historical Quarterly. 25 (3): 531–550. JSTOR 3115344. doi:10.2307/3115344
- Jackson, Carlton (1967). «--Another Time, Another Place--: The attempted assassination of President Andrew Jackson». Tennessee Historical Quarterly. 26 (2): 184–190. JSTOR 42622937
- Kanon, Thomas (1999). «"A slow, laborious slaughter": The battle of Horshoe Bend». Tennessee Historical Quarterly. 58 (1): 2–15. JSTOR 42627446
- Koenig, Louis W. (1964). «American Politics: The Primeiro Half-Century». Current History. 47 (278): 193–198. JSTOR 45311183. doi:10.1525/curh.1964.47.278.193
- Knodell, Jane (2006). «Rethinking the Jacksonian economy: The impact of the 1832 bank veto on commercial banking». Journal of Economic History. 66 (3): 641–574. JSTOR 3874852. doi:10.1017/S0022050706000258
- Mahon, John K. (1998). «The Primeiro Seminole War: November 21, 1817-May24,1818». Florida Historical Quarterly. 77 (1): 62–67. JSTOR 30149093
- Latner, Richard B. (1978). «The Kitchen Cabinet and Andrew Jackson's advisory system». The Journal of American History. 65 (2): 367–388. JSTOR 1894085. doi:10.2307/1894085
- McFaul, John M. (1975). «Expediency vs. morality: Jacksonian politics and slavery». The Journal of American History. 82 (1): 24–39. JSTOR 1901307. doi:10.2307/1901307
- McLoughlin, William G. (1986). «Georgia's role in instigating compulsory Indian removal». The Georgia Historical Quarterly. 70 (4): 605–632. JSTOR 40581582
- Morgan, William G. (1969). «The origin and development of the congressional nominating caucus». Proceedings of the American Philosophical Society. 113 (2): 184–196. JSTOR 985965
- Miles, Edwin A. (1992). «After John Marshall's Decision: Worcester v. Georgia and the Nullification Crisis». Journal of Southern History. 39 (4): 519–544. JSTOR 2205966. doi:10.2307/2205966
- Owsley, Harriet Chappel (1977). «The marriages of Rachel Donelson». Tennessee Historical Quarterly. 36 (4): 479–492. JSTOR 42625784
- Parsons, Lynn Hudson (1973). «"A perpetual harrow upon my feelings": John Quincy Adams and the American indian». The New England Quarterly. 46 (3): 339–379. JSTOR 364198. doi:10.2307/364198
- Perdue, Theda (2012). «The Legacy of Indian Removal». Journal of Southern History. 78 (1): 3–36. JSTOR 23247455
- Perkins, Edwin J. (1987). «Lost opportunities for compromise in the Bank War: A reassessment of jackson's veto message». Business History Review. 61 (4): 531–550. JSTOR 3115344. doi:10.2307/3115344
- Phillips, Kim T. (1976). «The Pennsylvania origins of the Jackson movement». Political Science Quarterly. 91 (3): 489–501. JSTOR 2148938. doi:10.2307/2148938
- Porter, Kenneth Wiggins (1951). «Negroes and the Seminole War, 1817-1818». Journal of Negro History. 36 (3): 249–280. JSTOR 2715671. doi:10.2307/2715671
- Ratcliffe, Donald J. (2000). «The Nullification Crisis, Southern discontents, and the American political process». American Nineteenth Century History. 1 (2): 1–30. doi:10.1080/14664650008567014
- Rousseau, Peter L. (2002). «Jacksonian money policy, specie flows, and the panic of 1837». The Journal of Economic History. 82 (2): 457–488. JSTOR 2698187
- Rottinghaus, Brandon; Vaughn, Justin S. (2017). «Presidential Greatness and Political Science: Assessing the 2014 APSA Presidents and Executive Politics Section Presidential Greatness Survey». PS: Political Science & Politics. 50 (3): 824–830. doi:10.1017/S1049096517000671
- Schmidt, Louis Bernard (1955). «Andrew Jackson and the Agrarian West». Current History. 28 (166): 321–330. JSTOR 45308841. doi:10.1525/curh.1955.28.166.321
- Sellers, Charles G. Jr. (1958). «Andrew Jackson versus the Historians». Mississippi Valley Historical Review. 44 (4): 615–634. JSTOR 1886599. doi:10.2307/1886599
- Sellers, Charles G. Jr. (1954). «Banking and politics in Jackson's Tennessee, 1817–1827». Mississippi Valley Historical Review. 41 (1): 61–84. JSTOR 1898150. doi:10.2307/1898150
- Somit, Albert (1948). «Andrew Jackson: Legend and Reality». Tennessee Historical Quarterly. 7 (4): 291–313. JSTOR 42620991
- Stenberg, Richard R. (1934). «The Texas schemes of Jackson and Houston, 1829–1836». The Southwestern Social Science Quarterly. 15 (3): 229–250. JSTOR 42879202
- Thomas, Robert C. (1976). «Andrew Jackson versus France: American policy towards France, 1834–1836». Tennessee Historical Quarterly. 35 (1): 457–488. JSTOR 42623553
- Thompson, Sheneese; Barchiesi, Franco (2018). «Harriet Tubman and Andrew Jackson on the Twnety-Dollar Bill: A Monstrous Intimacy». Open Cultural Studies. 2: 417–429. doi:10.1515/culture-2018-0038
- Timberlake, Richard H. (1960). «The Independent Treasury and monetary policy before the Civil War». Southern Economic Journal. 27 (2): 92–103. JSTOR 1055166. doi:10.2307/1055166
- Timberlake, Richard H. (1965). «The Specie Circular and Sales of public land». The American Historical Review. 25 (3): 414–416. JSTOR 2116177
- Tregle, Joseph G. Jr. (1981). «Andrew Jackson and the continuing Battle of New Orleans». Journal of the Early Republic. 1 (4): 373–393. JSTOR 3122827. doi:10.2307/3122827
- Watson, Harry L. (2017). «Andrew Jackson's Populism». Tennessee Historical Quarterly. 76 (3): 236–237. JSTOR 26540290
- Warshauer, Matthew (2006). «Andrew Jackson: Chivalric slave master». Tennessee Historical Quarterly. 65 (3): 203–229. JSTOR 42627964
- Whapples, Robert (2014). «Were Andrew Jackson's policies "Good for the Economy"?». The Independent Review. 18 (4): 545–558. JSTOR 24563169
- Wood, Kirsten E. (1997). «"One woman so dangerous to public morals": Gender and power in the Eaton Affair». Journal of the Early Republic. 17 (2): 237–275. JSTOR 3124447. doi:10.2307/3124447
- Wright, J. Leitch Jr. (1968). «A note on the Primeiro Seminole War as seen by the Indians, negroes, and their British advisors». The Journal of Southern History. 34 (4): 565–576. JSTOR 2204387. doi:10.2307/2204387